# 村上春樹
村上 春樹（むらかみ はるき、本名同じ、英語: Haruki  Murakami、1949年〈昭和24年〉1月12日 - ）は、日本の小説家・翻訳家。京都府京都市伏見区生まれ、兵庫県西宮市・芦屋市育ち。
1979年、『風の歌を聴け』で群像新人文学賞を受賞してデビューする。1985年、『世界の終りとハードボイルド・ワンダーランド』で谷崎潤一郎賞を受賞する。1987年発表の『ノルウェイの森』は2009年時点で上下巻1000万部を売るベストセラーとなり、国民的な作家となる。1993年、米誌ニューヨーカーの専属作家となり英語圏での紹介が進み、2005年の『海辺のカフカ』の翻訳は米紙ニューヨーク・タイムズ 年間の「ベストブック10冊」に選ばれるなど大きな反響を呼ぶ。
2006年にチェコのフランツ・カフカ賞をアジア圏で初めて受賞した。その前年と前々年のこのカフカ賞の受賞者がそれぞれ各年のノーベル文学賞を獲得したことから、村上もノーベル文学賞を受賞するのではないかとの見方がこのとき以降広まった。
著作はニューヨーク・タイムズのベストセラーリストにあがり 、アメリカ文学研究者の柴田元幸は村上を現代アメリカでも大きな影響力をもつ作家の一人と評している。英語圏以外でも50ヵ国語以上で翻訳されている。
その他の主な作品に『羊をめぐる冒険』、『ねじまき鳥クロニクル』、『1Q84』などがある。
キャリアの最初期から翻訳を精力的に行い、レイモンド・カーヴァーを日本に紹介したほか、スコット・フィッツジェラルド、トルーマン・カポーティ、レイモンド・チャンドラーなど多数の作家の作品を訳している。また、エッセイ、紀行文等の著作も多数発表している。

## 来歴

### 生い立ち
1949年、京都府京都市伏見区に出生する。父親の村上千秋が甲陽学院中学校の教師として赴任したため、まもなく兵庫県西宮市の夙川に転居。父は京都府京都市蹴上安養寺住職村上弁識の二男であり、仏教系の西山専門学校を経て京都帝国大学文学部卒、学業の途中で日中戦争に巻き込まれ、それによって深くトラウマを負った。母は大阪・船場の商家の娘であった。また両親ともに高校の国語教師であり、本好きの親の影響を受け読書家に育つ。1955年に西宮市立浜脇小学校入学。4年生の頃から、急に本が好きになり、ジュール・ヴェルヌや、デュマの小説、ホームズシリーズやルパンシリーズを読むようになった。また、娯楽がなかったため、父・千秋に連れられ、西部劇や戦争映画を見た。西宮市立香櫨園小学校卒業。芦屋市立精道中学校卒業。
1964年に兵庫県立神戸高等学校に進学。この頃から、国語教師であった父に『枕草子』や『平家物語』といった古典文学を暗唱させられ、その反動で海外文学に興味を移す。最初に読んだ長編小説は、ショーロホフの『静かなドン』だった。この頃は、ツケで本が買え、親が購読していた河出書房の『世界文学全集』と中央公論社の『世界の文学』を一冊一冊読み上げながら10代を過ごした。また中学時代から中央公論社の全集『世界の歴史』を繰り返し読む。在学中には新聞委員会に所属し、2年生の時には編集長も務めた。また、初めてロス・マクドナルドの『わが名はアーチャー』をペーパーバックで読む。
1年の浪人生活ののち、1968年に早稲田大学第一文学部に入学、演劇専修へ進む。在学中は演劇博物館で映画の脚本を読みふけり、映画脚本家を目指してシナリオを執筆するなどしていたが、大学へはほとんど行かず、新宿でレコード屋のアルバイトなどをしながら、歌舞伎町東映でほとんど毎週ヤクザ映画を観た。また歌舞伎町のジャズ喫茶に入り浸る日々を送る。1970年代初め、東京都千代田区水道橋にあったジャズ喫茶「水道橋スウィング」の従業員となった。

### 結婚とジャズ喫茶開業
1971年10月、高橋陽子と学生結婚したが、子供は持たないようにした。一時文京区で寝具店を営む妻の家に間借りする。二人は昼はレコード店、夜は喫茶店でアルバイトをして250万円を貯め、さらに両方の親と銀行から借金をして総額500万円を下記の店の開業資金とした。大学在学中の1974年、国分寺駅南口にあるビルの地下でジャズ喫茶「ピーター・キャット」を開店（場所は殿ヶ谷戸庭園のすぐ近く）。店名は以前飼っていた猫の名前から。夜間はジャズバーとなり、週末は生演奏を行った。
1975年、7年間在学した早稲田大学を卒業。卒業論文は「アメリカ映画における「旅」の思想」でアメリカン・ニューシネマと『イージー・ライダー』を論じた。指導教授は印南高一（印南喬）。1977年、ビルの持ち主から増築を理由に立ち退くように言われ、「ピーター・キャット」を千駄ヶ谷に移す。
1978年4月1日、明治神宮野球場でプロ野球開幕戦、ヤクルト×広島を外野席の芝生に寝そべり、ビールを飲みながら観戦中に小説を書くことを思い立つ。それは1回裏、ヤクルトの先頭打者のデイブ・ヒルトンが左中間に二塁打を打った瞬間のことだったという（投手：高橋里志）。それからはジャズ喫茶を経営する傍ら、毎晩キッチンテーブルで書き続けた。

### デビュー、人気作家となる
1979年4月、『群像』に応募した『風の歌を聴け』が第22回群像新人文学賞を受賞。同作品は『群像』1979年6月号に掲載され、作家デビューを果たす。カート・ヴォネガット、リチャード・ブローティガンらのアメリカ文学の影響を受けた清新な文体で注目を集める。同年、『風の歌を聴け』が第81回芥川龍之介賞および第1回野間文芸新人賞候補、翌年『1973年のピンボール』で第83回芥川龍之介賞および第2回野間文芸新人賞候補となる。
1981年、専業作家となることを決意し、店を人に譲る。同年5月、初の翻訳書『マイ・ロスト・シティー フィッツジェラルド作品集』を刊行。翌年、本格長編小説『羊をめぐる冒険』を発表し、第4回野間文芸新人賞を受賞。1985年、長編『世界の終りとハードボイルド・ワンダーランド』発表、第21回谷崎潤一郎賞受賞。
1986年10月、ヨーロッパに移住（主な滞在先はギリシャ、イタリア、英国）。1987年、「100パーセントの恋愛小説」と銘うった『ノルウェイの森』刊行、上下1000万部を売る大ベストセラーとなる。1988年、『羊をめぐる冒険』の続編『ダンス・ダンス・ダンス』発表。
1989年10月、『羊をめぐる冒険』の英訳版『Wild Sheep Chase』が出版された。1990年、米ザ・ニューヨーカーに短編「TVピープル」が翻訳掲載される。これを皮切りに続々と短編が同誌に掲載され、1993年には同誌と優先掲載の契約を結ぶ。これが国際的な作家となる強力な足掛かりとなった。
1991年、ニュージャージー州プリンストン大学の客員研究員として招聘され渡米する。前後して湾岸戦争が勃発。「正直言って、その当時のアメリカの愛国的かつマッチョな雰囲気はあまり心楽しいものではなかった」とのちに述懐している。翌年、在籍期間延長のため客員講師に就任する。現代日本文学のセミナーで第三の新人を講義、サブテキストとして江藤淳の『成熟と喪失』を用いる。

### 「デタッチメント」から「コミットメント」へ
1994年4月、『ねじまき鳥クロニクル』第1部、第2部を刊行。 1995年6月、アメリカから帰国。同年8月、『ねじまき鳥クロニクル』第3部を刊行、翌年第47回読売文学賞受賞。
1996年6月、「村上朝日堂ホームページ」を開設。1997年3月、地下鉄サリン事件の被害者へのインタビューをまとめたノンフィクション『アンダーグラウンド』刊行。それまではむしろ内向的な作風で社会に無関心な青年を描いてきた村上が、社会問題を真正面から題材にしたことで周囲を驚かせた。1999年、『アンダーグラウンド』の続編で、オウム真理教信者へのインタビューをまとめた『約束された場所で』により第2回桑原武夫学芸賞受賞。
2000年2月、阪神・淡路大震災をテーマにした連作集『神の子どもたちはみな踊る』刊行。
この時期、社会的な出来事を題材に取るようになったことについて、村上自身は以下のように「コミットメント」という言葉で言い表している。
「それと、コミットメント（かかわり）ということについて最近よく考えるんです。たとえば、小説を書くときでも、コミットメントということがぼくにとってはものすごく大事になってきた。以前はデタッチメント（かかわりのなさ）というのがぼくにとっては大事なことだったんですが」「『ねじまき鳥クロニクル』は、ぼくにとっては第三ステップなのです。まず、アフォリズム、デタッチメントがあって、次に物語を語るという段階があって、やがて、それでも何か足りないというのが自分でわかってきたんです。そこの部分で、コミットメントということがかかわってくるんでしょうね。ぼくもまだよく整理していないのですが」
「コミットメント」はこの時期の村上の変化を表すキーワードとして注目され多数の評論家に取り上げられた。阪神の震災と地下鉄サリン事件の二つの出来事について、「ひとつを解くことはおそらく、もうひとつをより明快に解くことになるはずだ」と彼は述べている。このため、短編集『神の子どもたちはみな踊る』に収められている作品はすべて、震災が起こった1995年の1月と、地下鉄サリン事件が起こった3月との間にあたる2月の出来事を意図的に描いている。

### 2000年代の活動

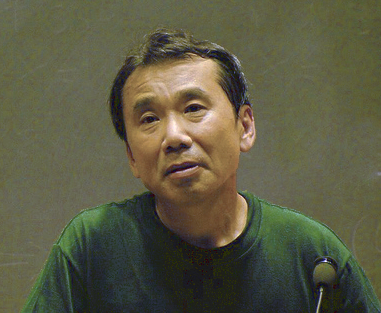
2005年、マサチューセッツ工科大学にて

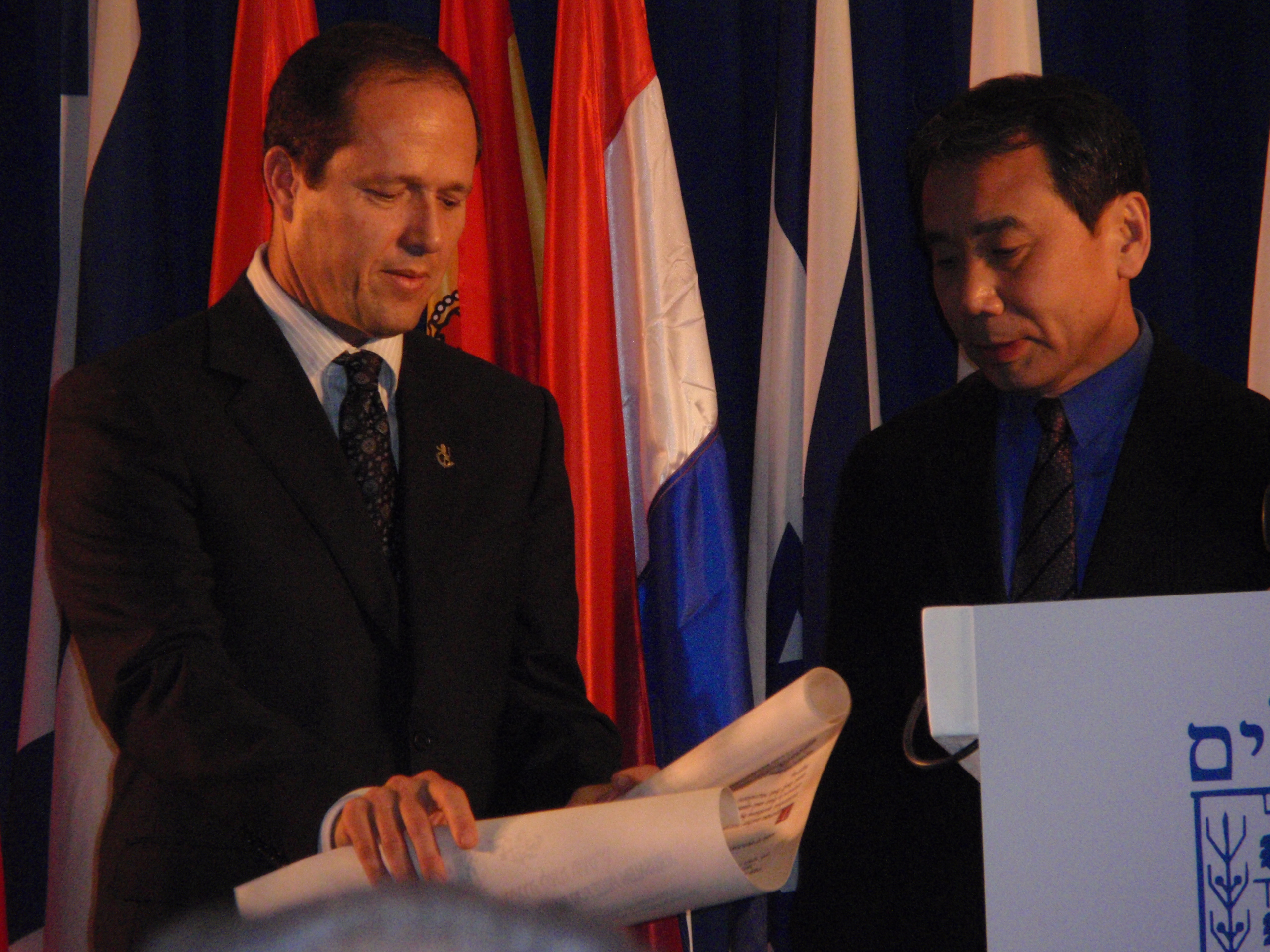
2009年、エルサレム賞授賞式にてエルサレム市長ニール・バルカット（左）と

2002年9月、初めて少年を主人公にした長編『海辺のカフカ』を発表する。2004年にはカメラ・アイのような視点が登場する実験的な作品『アフターダーク』を発表する。
2005年、『海辺のカフカ』の英訳版『Kafka on the Shore 』が『ニューヨーク・タイムズ』の"The Ten Best Books of 2005"に選ばれ国際的評価の高まりを示した。2006年、チェコのフランツ・カフカ賞、アイルランドのフランク・オコナー国際短編賞（Frank O'Connor International Short Story Award）と、国際的な文学賞を続けて受賞。なお、村上の作品『海辺のカフカ』はこの授賞式の少し前にチェコ語でも翻訳出版されている。
特にカフカ賞は前年度の受賞者ハロルド・ピンター、前々年度の受賞者エルフリーデ・イェリネクがいずれもその年のノーベル文学賞を受賞していたことから、村上も2006年度ノーベル賞の有力候補ではないかとして話題となった。同年の世界最大規模のブックメーカー（賭け屋）である英国のラドブロークス（Ladbrokes）のストックホルム事務所による予想では、34倍のオッズが出され18番人気に位置（受賞は同予想で1位のオルハン・パムク）。2007年の同予想では11倍のオッズ、6番人気とさらに評価を上げた。また近年の収益は海外分が既に国内分を上回っており、事務所の仕事量も3分の2は海外とのものであるという。以後、「ラドクロース」のノーベル文学賞の受賞予想者の上位候補に例年名があがるようになっている。ただし、ノーベル文学賞の選考過程は50年間秘密にされることになっているため、村上が実際にノーベル文学賞候補にあがっているかは不明である。
2008年6月3日、プリンストン大学は村上を含む5名に名誉学位を授与したことを発表した。村上に授与されたのは文学博士号である。
2009年1月21日、イスラエルの『ハアレツ』紙が村上のエルサレム賞受賞を発表。当時はイスラエルによるガザ侵攻が国際的に非難されており、この受賞については大阪の市民団体などから「イスラエルの戦争犯罪を隠し、免罪することにつながる」として辞退を求める声が上がっていた。村上は2月15日、エルサレムで行われた授賞式に出席し記念講演（英語）を行う。スピーチ内容は全文が直ちにメディアによって配信され、それを日本語に翻訳した様々な文章がインターネット上に並んだ
。『文藝春秋』2009年4月号に村上のインタビュー「僕はなぜエルサレムに行ったのか」が掲載される。スピーチの全文（英語と日本語の両方）も合わせて掲載された。なお授賞式では、スピーチの途中からペレス大統領の顔がこわばってきたのが見えたという。
2009年5月、長編小説『1Q84』BOOK 1およびBOOK 2を刊行する。同年11月の段階で併せて合計223万部の発行部数に達した。同作品で毎日出版文化賞受賞。同年12月、スペイン政府からスペイン芸術文学勲章が授与され、それによりExcelentísimo Señorの待遇となる。

### 2010年代以降の活動
2011年6月、カタルーニャ国際賞を受賞。副賞である8万ユーロ（約930万円）を東日本大震災の義捐金として寄付する。授賞式のスピーチでは日本の原子力政策を批判した。
2012年1月2日、1月3日に放送された箱根駅伝のTVコマーシャルのナレーションを執筆した。制作はサッポロビール。監督は是枝裕和。
同年9月28日、『朝日新聞』朝刊にエッセイ「魂の行き来する道筋」を寄稿した。その中で、日中間の尖閣諸島問題や日韓間の竹島問題によって東アジアの文化交流が破壊される事態を心配して、「領土問題が「感情」に踏み込むと、危険な状況を出現させることになる。それは安酒の酔いに似ている。安酒はほんの数杯で人を酔っ払わせ、頭に血を上らせる。」「しかし賑やかに騒いだあと、夜が明けてみれば、あとに残るのはいやな頭痛だけだ。」「安酒の酔いはいつか覚める。しかし魂が行き来する道筋を塞いではしまってはならない。」と警告した。
2013年4月12日、『色彩を持たない多崎つくると、彼の巡礼の年』を発表する。 2014年4月18日、短編集『女のいない男たち』を発表する。
2015年1月15日、期間限定サイト「村上さんのところ」を開設した。同日から1月31日までの間に37,465通のメールが寄せられた。4月30日に更新終了。読者とのやりとりは約3,500問に及んだ。
同年8月4日、『風の歌を聴け』と『1973年のピンボール』の新訳英語版がHarvill Seckerから出版された。翻訳はテッド・グーセン。
2017年2月24日『騎士団長殺し』を発表する。2020年7月18日短編集『一人称単数』を発表する。2021年には、ユニクロから、関連するTシャツが販売され、日本のみならず、海外にも販売された。また、同年10月1日には、早稲田大学4号館を改築し、早稲田大学国際文学館（通称「村上春樹ライブラリー」）が開館した。「村上春樹ライブラリー」は、建築家の隈研吾が村上の要望で設計を担当した。
2023年4月13日、『街とその不確かな壁』を発表する。

## 作品の特徴

### 小説とは方法論
村上は小説とは根本的に方法論であり、小説書くこと自体を小説に書くという、転化の作業みたいなものが小説で、それが実際の小説になると、スラスラ読めるとか、風俗的になっちゃうんだ、と語っている。

### 平易な文章と難解な物語
平易で親しみやすい文章は村上がデビュー当時から意識して行ったことであり、村上によれば「敷居の低さ」で「心に訴えかける」文章は、アメリカ作家のブローティガンとヴォネガットからの影響だという。「文章はリズムがいちばん大事」とは村上がよく話す言葉だが、そう思うに至った理由を次のように説明している。「何しろ七年ほど朝から晩までジャズの店をやってましたからね、頭のなかにはずっとエルヴィン・ジョーンズのハイハットが鳴ってるんですよね。」
隠喩の巧みさについて、斎藤環は「隠喩能力を、異なった二つのイメージ間のジャンプ力と考えるなら、彼ほど遠くまでジャンプする日本の作家は存在しない」と評している。
一方、文章の平易さに対して作品のストーリーはしばしば難解だとされる。村上自身はこの「物語の難解さ」について、「論理」ではなく「物語」としてテクストを理解するよう読者に促している。物語中の理解しがたい出来事や現象を、村上は「激しい隠喩」とし、魂の深い部分の暗い領域を理解するためには、明るい領域の論理では不足だと説明している。このような「平易な文体で高度な内容を取り扱い、現実世界から非現実の異界へとシームレスに（＝つなぎ目なく）移動する」という作風は日本国内だけでなく海外にも「春樹チルドレン」と呼ばれる、村上の影響下にある作家たちを生んでいる。また、村上の作品は従来の日本文学と対比してしばしばアメリカ的・無国籍的とも評され、その世界的普遍性が高く評価されてもいるが、村上自身によると村上の小説はあくまで日本を舞台とした日本語の「日本文学」であり、無国籍な文学を志向しているわけではないという。なお村上が好んで使用するモチーフに「恋人や妻、友人の失踪」があり、長編、短編を問わず繰り返し用いられている。

### 長編小説家
村上の著作は小説のほかエッセイ、翻訳、ノンフィクションなど多岐にわたっており、それらの異なる形態の仕事で意図的にローテーションを組んで執筆している。しかし自身を本来的には長編作家であると規定しており、短編、中編小説を「実験」の場として扱い、そこから得られたものを長編小説に持ち込んでいると語っている。またそれらのバランスをうまく取って仕事をする必要があるため、原則的に依頼を受けての仕事はしないとしている。

### 「総合小説」への試み
村上は1990年代後半より、しきりに「総合小説を書きたい」ということを口にしている。「総合小説」として村上はドストエフスキーの『カラマーゾフの兄弟』を引き合いに出している。それは「いろいろな世界観、いろいろなパースペクティブをひとつの中に詰め込んでそれらを絡み合わせることによって、何か新しい世界観が浮かび上がってくる」ような小説のことを指すのだという。そして「パースペクティブをいくつか分けるためには、人称の変化ということはどうしても必要になってくる」という。その試みは『ねじまき鳥クロニクル』（一人称の中に手紙や他の登場人物の回想が挿入される）、『神の子どもたちはみな踊る』（すべて三人称で書かれた）、『海辺のカフカ』（一人称と三人称が交互に現れる）、『アフターダーク』（三人称に「私たち」という一人称複数が加わる）などの作品にあらわれている。

### 村上が影響を受けた作家と作品
村上は自身が特に影響を受けた作家として、スコット・フィッツジェラルド、トルーマン・カポーティ、リチャード・ブローティガン、カート・ヴォネガット、レイモンド・チャンドラーらを挙げている。このほかにフランツ・カフカ、ドストエフスキーらの作家も加わる。「これまでの人生で巡り会ったもっとも重要な本」としてフィッツジェラルドの『グレート・ギャツビー』、ドストエフスキーの『カラマーゾフの兄弟』、そしてチャンドラーの『ロング・グッドバイ』の3冊を挙げている。読売新聞で『1Q84』をめぐる記者との対談に於いて、後期ヴィトゲンシュタインの「私的言語」概念に影響を受けていたことを明かした。

## 評価

### 文学賞選考における評価
| 文学賞                                 | 作品名                 | 結果     | 選評など |
| -------------------------------------- | ---------------------- | -------- | --- |
| 第22回群像新人文学賞 （1979年4月発表） | 『風の歌を聴け』       | 受賞     | - 選考委員は佐々木基一、佐多稲子、島尾敏雄、丸谷才一、吉行淳之介の5人。全員から支持を得て受賞。 - 丸谷才一はアメリカ文学からの影響を指摘しながらもその才能を激賞し「この新人の登場は一つの事件」であるとした。 |
| 第81回芥川賞 （1979年7月発表）         | 『風の歌を聴け』       | 候補のみ | - 丸谷才一の選評。「もしもこれが単なる模倣なら、文章の流れ方がこんなふうに淀みのない調子ではゆかないでせう。それに、作品の柄がわりあひ大きいやうに思ふ。」 - 瀧井孝作の選評。「外国の翻訳小説の読み過ぎで書いたような、ハイカラなバタくさい作だが……。（中略）しかし、異色のある作家のようで、わたしは長い目で見たいと思った。」 - 大江健三郎の選評。「今日のアメリカ小説をたくみに模倣した作品もあったが、それが作者をかれ独自の創造に向けて訓練する、そのような方向付けにないのが、作者自身にも読み手にも無益な試みのように感じられた。」 |
| 第83回芥川賞 （1980年7月発表）         | 『1973年のピンボール』 | 候補のみ | - 大江健三郎と吉行淳之介が支持に回ったものの、井上靖、中村光夫らは拒否した。 - その後村上が長編小説を仕事の中心に構えたこともあり、彼の作品が三度芥川賞の候補に選ばれることはなかった（芥川賞は中編、短編が対象のため）。 - 村上がのちに世界的な作家へ成長したことにより、二回にわたる取りこぼしはしばしば芥川賞に対する批判の的となる。 |

### 国内の評価
- 川本三郎は、村上を早くから注目していた人物の一人。『カイエ』1979年8月号で最初のインタビューを行っている。村上との共著に『映画をめぐる冒険』（講談社、1985年12月）がある。近年は村上の作品に対し批判的な意見を述べることが多い。『アンダーグラウンド』の書評では、「読んでいるあいだじゅう、なぜ突然、村上さんが『社会派』になったのかという違和感がこびりついて離れなかった。」「村上さんもまた紋切り型の『物語』に乗ってしまったのか」と述べている[87]。
- 柄谷行人は、村上の作風を保田與重郎などに連なる「ロマンティック・アイロニー」であるとし、そこに描かれる「風景」は人の意思に従属する「人工的なもの」だと述べた[88][注 15]。
- 竹田青嗣は、『村上春樹をめぐる冒険 : 対話篇』（河出書房新社、1991年、共著）という著書がある。肯定派として知られる。
- 田中康夫は、村上の小説には「『女の子は顔じゃないよ。心なんだよ』といった小説好きの女の子を安心させる縦文字感覚」があると述べ、エッセイに関しても「常に『道にポンコツ車が捨ててあったから、拾ってこようかと思った』という内容」[89]だと批判している。
- 村上龍は、本当に気持ちよく読める小説というのは今まで、『風の歌を聴け』とか『1973年のピンボール』までなかった。村上の小説は非常に気分よく読め、会話も楽しめ、プロットも楽しめる。いままでそういう作家はなかなかいなかった。なんか「読め」という感じで読まされるのが多かった。また、雑誌の中の他の言葉を拒否できる強固さ、強固な世界がある、と語っている。更に、村上の小説の出現を受け、自分に、長いものを書く、会話を軽視する、人物の行動で物語を進める、熱狂を書くことを言い聞かせたという。[90]
- 河合隼雄は、『羊をめぐる冒険』について、現代青年の直面している心理的内容が「羊男」というイメージに見事に具象化されており、夏目漱石の『三四郎』で主人公が出会った「ストレイ・シープ」のイメージと比較すると現在がどれほど違った世界になっているかよく実感できると述べている。また『ねじまき鳥クロニクル』については、青年ということを離れ現代人一般にかかわるものであり[91]、現代人の心の傷とその癒しについて多くのことを考えさせられ、また心理療法の本質に触れるような文に何度も出会って、自分の仕事のあり方について立ち止まって考えざるを得なかったと述べている[92]。
- 渡部直己は、村上の語りを「黙説法」と呼び、その作品が自己愛の現れに過ぎないものと論じた[93]。
- 大塚英志は、『アンダーグラウンド』の書評で、「麻原の物語と対峙する術として導き出されたのが、危機管理への警鐘という凡庸な保守論壇的日本社会批判でしかないことは、『アンダーグラウンド』の最大の欠点であり、限界であるといえる。」と述べている[94]。
- 福田和也は、『作家の値うち』（飛鳥新社、2000年）の中で村上を夏目漱石以降で最も重要な作家と位置づけた。『ねじまき鳥クロニクル』に現役作家の最高得点を与えた[95]『「内なる近代」の超克』でも称賛している。
- 斎藤美奈子は、プロットの展開をロールプレイングゲームになぞらえ、「村上春樹をめぐる批評ゲームは『オタク文化』のはしりだった」と評している[96]。さらにしばしば村上龍と対置されることについて、「もし龍か春樹のどちらかが『村上』じゃなかったらどうだったのか」「村上春樹が村上春子という女性作家だったらどうなるのか」「村上龍と対比されるべき対象は、村上春樹ではなく、田中康夫であってもよかった」という意見を述べている[96]。
- 柴田元幸は、翻訳チェックをする上で感じた、村上の仕事ぶりの特徴を次のように述べる。「ふつう誤訳を指摘されるとひとは傷つくんですよ。傷ついて自己弁明するのにいちいち時間をかけているとこっちはくたびれるんです。そういうのがいっさいない。」「ここの三行目ですけど、といった時点で、彼はもう直そうという気になっている。」[97]
- 清水良典は、『村上春樹はくせになる』（朝日新書、2006年）、『MURAKAMI 龍と春樹の時代』（幻冬舎新書、2008年）などの著書がある。村上を高く評価する人物の一人。
- 高橋源一郎は、『群像』に応募しようと考えていたときに『風の歌を聴け』が掲載された『群像』1979年6月号を書店で立ち読みする。そのときの思い出をこう語っている。「たぶん僕はそれを読んで、世界で一番衝撃を受けた人間かもしれない。僕はその前に十年分読んでいて新しい作家なんか誰もいなかったので安心してたんです。それが一ページ目を読んで『……いたよ』って（笑）」[98]
- 内田樹は、『村上春樹にご用心』（アルテスパブリッシング、2007年）、『もういちど村上春樹にご用心』（同社、2010年）、同書文庫版（文春文庫、2014年）等の著書において、村上の著作を全面的に肯定、評価している。「結婚詐欺」と断じた蓮實重彦に対し、「蓮實は村上を罵倒する前に、どうして『表層批評宣言』が世界各国語で訳されて、世界各国から続々と『蓮實フォロワー』が輩出してこないのか、その理由についてせめて三分ほど考察してもよかったのではないか」と述べている[99]。
- 小川洋子は、「自分が敬愛する作家の、もっとも好きな作品が短編である場合（中略）、短編ならばふと思い立った時、最初から最後までいつでも通して読み返せる。」「村上春樹作品の中で、私がそういう読み方をしているのは『中国行きのスロウ・ボート』に収められた、『午後の最後の芝生』である。」と述べている[100]。
- 小野正嗣は、『1Q84』の書評で「手にとればもう読むのをやめられない。あなたは現実世界の『いまとここ』を忘れ、待ちに待った村上春樹の新たな物語世界に没入している」と述べ、同書を絶賛した[101]。
- 島田裕巳は、『1Q84』の書評で、主人公・青豆が重要な場面にさしかかると証人会のお祈りをする点を取り上げ、「からだの方は組織から離れていても、こころの方はそうではない。そういう点まで踏み込んで、宗教のことを描いた小説というのは今まであまりなかったように思います。」と述べている[102]。
- 越川芳明は、『1Q84』の書評で、「私にはこの小説は冗漫に感じられる。（中略）比喩やアナロジーやメタファーがばらばらに一人歩きしていて、有機的な機能を果たしていない。」と述べている[103]。
- 柘植光彦は、『村上春樹の秘密 ゼロからわかる作品と人生』（アスキー・メディアワークス、2010年）という著書がある。肯定派として知られる。
- 高橋秀実は、『村上春樹 雑文集』の書評で、「実際の村上さんは、作品の文章と印象があまり変わらないのである。日常会話でも彼の言葉は一つひとつが屹立しており、ウソやごまかしがない。言葉の裏に作為のようなものが感じられず、『牡蠣フライが食べたい』と言えば、それは牡蠣フライを食べたいということしか含意していない。（中略）本書は村上さんの実像を味わえる貴重な一冊といえるだろう。」と述べている[104]。
- 島田雅彦は、「村上氏の作品は濃厚な米国や西側社会への憧れがあるが、日本社会は今ではそれほど米国を崇めていない。そのため彼の作品は少し時代遅れの感がある」という見解を述べている[105]。
- 鴻巣友季子は、『色彩を持たない多崎つくると、彼の巡礼の年』の書評で、「かつて村上の小説にうっすらあった自己批評性としたたかなユーモアはどこへ行ったんだろう？ その謎の方が気になる。」と述べている[106]。
- 諏訪哲史は、同じ小説家の立場からハルキストを自認している。村上作品はすでに普遍的な「世界文学になっている」と賞讃しつつも、顕著さが強まる近年の「スマートな神秘主義はやや不安材料」であると述べる。また、「心の闇は、本当は言葉とか所作とか『表面』にだけ現れることであって、精神世界とか宗教とかに行くと、それは現代では怪しげな『オカルト』になってしまう。僕は、『慎重な世代』の人間として（諏訪哲史は1969年生まれ）、春樹さんが小細工のないリアリズムで書く方を好む。」と発言している[107]。
- 加藤典洋は、短編小説集『女のいない男たち』の収録作品に関して、「停滞しており、凡庸」「全体の記述が少々軽薄」「楽しめるのは残りの『シェエラザード』と『木野』くらい」といった意見を述べている[108]。しかし『村上春樹論集 1-2』（若草書房、2006年）、『イエローページ村上春樹』（荒地出版社、1996年）、『イエローページ村上春樹 Part 2』（荒地出版社、2004年）、『村上春樹の短編を英語で読む 1979〜2011』（講談社、2011年）など多数の評論を出版しており、村上を高く評価する人物の一人である。
- 鈴村和成は、最初のモノグラフィーである『未だ／既に――村上春樹と「ハードボイルド・ワンダーランド」』（洋泉社、1985年）で、記号論の立場から作家を論じ、それ以後、『テレフォン――村上春樹、デリダ、康成、プルースト』（同、1987年）で電話と村上の関係を扱い、『村上春樹とネコの話』（彩流社、2004年）、『紀行せよ、と村上春樹は言う』（未来社、2014年）など、多数の村上関連の本を出している。
- 都甲幸治は、『風の歌を聴け』を「最も愛する小説の一つ」としつつも、「村上がどんなに政治的に正しい演説をし、リベラルな意見をエッセイで述べていても関係がない。村上の作品が性差別的であることは明白な事実だ」と指摘する。都甲は『女のいない男たち』の書評において「どうして村上作品は性差別的であるにもかかわらず、女性や、おそらく同性愛者たちからさえこれほどまでに愛されているのか」その謎を解明しようとする[109]。
- 中条省平は、『キャッチャー・イン・ザ・ライ』の書評で主人公であるホールデンの口調は、野崎孝訳では"べらんめえ口調"の"やんちゃ坊主"であるのに対し、村上訳は"山の手言葉"の"引っ込み思案の少年"という印象だと述べている[110]。また沼野充義は、野崎訳は村上が訳した時点で約40年が経過しているが古びておらず、村上訳は村上自身の文体で主人公を造形したという印象を持ったと述べている[111]。
- ドナルド・キーンは、米国文学の影響を強く受けた村上春樹の小説には興味がないと述べている[112]。
- 神山睦美は、『「還って来た者」の言葉』において、『世界の終りとハードボイルドワンダーランド』『ノルウェイの森』『騎士団長殺し』の深い関連性について論じた。[113]。

### 国外の評価
- イギリスのカズオ・イシグロは、現代作家のなかで最も興味のある作家に村上を挙げ、「世界中の人が彼のことを日本人と考えることができません。国を超えた作家です。現時点で、村上春樹は現代文学の中で非常に関心を引く何かを象徴しています。」と述べている[114]。
- イギリスのBBCニュースは、日本での「（村上作品は）柔らかな泥のようだ」という読者の称賛の声を紹介し、ニューカッスル大学のジッテ・マリアンヌ・ハンセン博士の「現代を生きる私たちの内なる生活にある、人間性の核心部分に語りかける」という評論を紹介。他方、村上の作品にしばしば見られる女性の描き方が「性の対象」あるいは「男性登場人物との関係性においてのみ描かれている」ことに批判の声があることにも言及し、「彼が文学界最大の栄誉（ノーベル賞）を長年にわたって逃した理由のひとつなのかもしれない」と書いている[115]。
- アメリカのジェイ・マキナニーは「村上は都会で暮らす普通の人の日常を巧みに描く。日本を舞台にしていても、登場人物がニューヨークやストックホルム、ミラノで生活していたって、なんら違和感がないのが特徴だ。世界中で同じように読むことができる」と評価している[116]。
- ニューヨーク・タイムズ・マガジンの記者で書評家のサミュエル・アンダーソンは「村上作品は、米国人好みの明確な結末はない。しかし米国でも人気の『スーパーマリオ』といったNintendoのゲームに似ているのかもしれない」と述べている[116]。
- 中国の余華は自分と同時代の日本の作家について、「物語と人物造形に大きな魅力がある村上春樹や中島京子に刺激を受けている」と述べている[117]。
- ハーバード大学名誉教授のジェイ・ルービンは、「言葉が読み手の心の中に飛び込んでくる」と述べている[118]。

### エルサレム賞受賞スピーチに対する批評
村上は授賞式において、小説を書くときに常に頭の中に留めていることを「個人的なメッセージ」として述べた。「もしここに硬い大きな壁があり、そこにぶつかって割れる卵があったとしたら、私は常に卵の側に立ちます」。この「壁と卵」という比喩が大きく注目されたため、スピーチ自体を「壁と卵」と呼ぶこともある（『文藝春秋』2009年4月号に掲載されたスピーチ全文のタイトルは和文が「壁と卵」、英文が "Of Walls and Eggs"）。
- 田中康夫は、浅田彰との対談で、エルサレム賞がノーベル文学賞の登竜門であるとされることから、「誰もが『卵が尊い』と唱和する局面であえて、壁の側にだって一分の理はあるのではと木鐸（ぼくたく）を鳴らしてこそ、小説家としての証しだとするなら」という前置きをした上、ノーベル賞をくださいと正直に言うことが大人の商売人であると論評した[120]。ただし、2009年2月27日、新党日本のYouTubeチャンネルで、田中は村上にノーベル賞への気持ちがあったかどうかは、問わないとしている[121]。
- 浅田彰は、上記の田中康夫との対談で、壁と卵の比喩が曖昧すぎると批判した[120]。
- 村上はのちになって、あの場所でできる発言としてはギリギリの物だったと述べている[122]。イスラエル政府要人が集まる舞台であれ以上の発言をすることは困難であり、またあれ以下の発言では意味がない。他の人ならあれ以上の発言ができただろうか。もちろんバレンボイムなどのように政権に批判的なユダヤ人が厳しい発言を行ったことはある。しかし同胞のユダヤ人が批判を行うことと、日本人が批判を行うこととでは受けとられ方が大きく異なる。エルサレム賞を受賞すると聞いて多くの「進歩的」メディアから批判を受けたが、現地で発言することに意味があると思ったし、メディアにも自分のそれまでの行動からある程度の推測をしてほしかった、と述べている。

## 人物

### 私生活
かつては、一日5箱を喫うヘビースモーカーであったが、『羊をめぐる冒険』の執筆が完了した後に禁煙した。飲酒については好意的で、アイルランドのウイスキー賛歌ともいえるエッセイ『もし僕らのことばがウィスキーであったなら』（平凡社、1999年12月）なども著している。
猫好きであり、大学生の頃からヨーロッパで生活する1986年まで多くの猫を飼った。ヨーロッパに渡る前、飼っていた猫を講談社の当時の出版部長に預ける条件として書き下ろしの長編小説を渡す、と言う約束をした。この書き下ろしの長編小説が『ノルウェイの森』である。「猫」は村上小説の中で重要な役割を果たすことが多い。仕事で海外を飛び回ることが多いため、現在飼うことは断念しているという。
カキフライが好物である。
プライバシーの確保と静かな執筆環境を求め、また妻の花粉症対策として、年間のうち数ヶ月間をハワイの別荘で過ごすと言われている。

### 趣味・嗜好
マラソン
マラソンを現在まで続けている。走り始めたのは1982年の秋だという。当時習志野市に住んでいた村上は、朝、近所にあった日本大学理工学部の400メートルトラックで走らせてもらったりしながら徐々に距離を上げていったという。1983年7月、アテネからマラトンまでを一人で走る。オリジナルのマラソン・コースが村上にとって初めてのフルマラソンとなった。トライアスロンにも参加している。冬はフルマラソン、夏はトライアスロンというのがここ数年の流れである。毎朝4時か5時には起床し、日が暮れたら仕事はせずに、夜は9時すぎには就寝する。ほぼ毎日10km程度をジョギング、週に何度か水泳、ときにはスカッシュなどもしている。
「走ることが創作のために大事な役を果たしているという肉体的な実感をずっと持ってきた」と村上は近年のインタビューで答えている。
野球観戦
スポーツは見るなら野球と語っており東京ヤクルトスワローズの熱心なファンである。きっかけは、東京に移り住んだ時にその土地のホームチーム（読売ジャイアンツ、東映フライヤーズ、東京オリオンズ、サンケイアトムズ）を応援するべきだと考え、また大学に入学した年に東京六大学野球早慶戦を見に行ったことがあり神宮球場のファンになった。その後も、東京ヤクルトスワローズのファンを続け、いまでもなお、しばしば球場に足を運んでいる（『村上朝日堂ジャーナル』）。その中で立地と居心地の良い神宮球場が気に入り（当時の神宮球場は観客席の一部が芝生だったため）、サンケイアトムズの応援を始めたことである。神宮球場でデーゲームの野球観戦中にビールを飲んでいたところ「小説を書こう」と思い立ち、『風の歌を聴け』を執筆したという逸話がある。そうしたこともあり、2013年9月、ヤクルト球団からオフィシャルファンクラブ『スワローズクルー』の名誉会員への就任が発表された。スワローズオフィシャルファンクラブ名誉会員としては出川哲朗（タレント）に次いで2人目である。
音楽
中学生の頃からジャズ・レコードの収集をしており、膨大な量のレコードを所有している（1997年当時で3,000枚）。音楽はジャズ、クラシック、ロックなどを好んで聴く。エルヴィス・プレスリーやビートルズ、ザ・ビーチ・ボーイズ、ドアーズをはじめとする古いロックから、レディオヘッド、オアシス、ベックなどの現代ロックを聴き、最近ではコールドプレイやゴリラズ、スガシカオのファンを公言している。常に何か新しいものに向かう精神が大事なのだという。
映画鑑賞
何度も見返しているベスト映画として、『静かなる男』（監督：ジョン・フォード）と『真昼の決闘』（監督：フレッド・ジンネマン）の2作品を挙げている。また、好きな映画監督10人には、サム・ペキンパー、ジャック・スマイト、ジョン・フランケンハイマー、フランシス・コッポラ、ジャン・リュック・ゴダール、アンジェイ・ワイダ、スタンリー・キューブリック、ジョン・ミリアス、ロベール・アンリコ、アキ・カウリスマキ等の名を挙げている。

### 翻訳家として
村上は創作活動と並行して多くの翻訳を行ってきた。『カイエ』（冬樹社）1979年8月号に掲載されたスコット・フィッツジェラルドの短編『哀しみの孔雀』が、商業誌に発表したものとしては初めての作品である。「最初に『風の歌を聴け』という小説を書いて『群像』新人賞をとって何がうれしかったかというと、これで翻訳が思う存分できるということでした。だからすぐにフィッツジェラルドを訳したんですよ」と語っているように、『哀しみの孔雀』の発表は『風の歌を聴け』が『群像』1979年6月号に掲載されてからわずか2か月後のことであった。
1981年5月、中央公論社より初めての翻訳書『マイ・ロスト・シティー フィッツジェラルド作品集』を刊行。1983年7月、レイモンド・カーヴァーの作品集『ぼくが電話をかけている場所』（中央公論社）を刊行。2004年7月、『レイモンド・カーヴァー全集』全8巻の翻訳を成し遂げた。
2003年以降、アメリカ文学の新訳を継続的に刊行している。同年4月、『ライ麦畑でつかまえて』のタイトルで親しまれてきたサリンジャーの長編の新訳『キャッチャー・イン・ザ・ライ』を発表。同作品を皮切りに、フィッツジェラルドの『グレート・ギャッツビー』（2006年11月）、レイモンド・チャンドラーの『ロング・グッドバイ』（2007年3月）、トルーマン・カポーティの『ティファニーで朝食を』（2008年2月）、チャンドラーの『さよなら、愛しい人』（2009年4月）、『リトル・シスター』（2010年12月）、『大いなる眠り』（2012年12月）、『高い窓』（2014年12月）、『プレイバック』（2016年12月）、サリンジャーの『フラニーとズーイ』（2014年2月）等を翻訳した。
小説の執筆と翻訳を交互に行う仕事のスタイルを、村上は「チョコレートと塩せんべい」という比喩で語る。
2017年4月27日に自身の翻訳の仕事をテーマに語るトークイベントが都内で行われた際に本人は「翻訳がなければ僕の小説は随分違ったものになっていたはず。翻訳を通して自分は発展途上にある作家だと実感できる」と語って、翻訳そのものを「ほとんど趣味の領域と言っていい」として「学んだのは世界を切り取り、優れた文章に移し替える文学的錬金術とも言える働き」と説明した。

### 発言・エピソード
- 「作家は批評を批評してはならない」[140]
- 「まず妻より始めよ。あとの世間は簡単だ」[141]
- 「個人と組織が喧嘩をしたら、まず間違いなく組織のほうが勝つ」[142][注 22]
- 「言葉には確かな力がある。しかしその力は正しいものでなくてはならない。少なくとも公正なものでなくてはならない。言葉が一人歩きをしてしまってはならない。」[145]
- 好きな日本の小説家は吉行淳之介等の第三の新人や夏目漱石、谷崎潤一郎などで、川端康成はそれほど好きではない、という[146]。また、太宰治や三島由紀夫などが書く「いわゆる自然主義的な小説、あるいは私小説はほぼ駄目」、としており、その理由について「そういう小説には、どうしても身体が上手く入っていかないのです。サイズの合わない靴に足を突っ込んでいるような気持ちになってしまうのです。」と述べている[147]。
- 選択的夫婦別姓について賛同する[148]。「結婚したからどちらかが姓を変えなくちゃならないというのは、憲法に保障された男女同権とあきらかに矛盾することです。そんなの不公平ですよね」と述べている[148]。
- 村上春樹のデビュー作である『風の歌を聴け』にでてくる作家デレク・ハートフィールドは架空の人物であり、大学図書館などでは、「デレク・ハートフィールドの著作を読みたい」という学生のリクエストに応えて司書が著作を探しては首をかしげるという誤解が後を絶たない。『図書館司書という仕事』久保輝巳著「1章 ある図書館司書の生活」はこのエピソードを描いたものである。
- 「締め切りは嫌い。締め切りのある仕事はしない」[149]。
- エディンバラのイベントで作家になった理由を「団体に所属する必要もないし、会議に出る必要もなく、上司を持たなくてもいいからだ」と答えた。
- 1983年時の自身の談話によれば、「29歳にもなって小説を書いていることが恥ずかしく、妻に隠れて執筆し、群像新人文学賞にはペンネームで応募した」という[150]。
- 自身の作品のメディアミックスについては、短編の映画化は「面白い」とする一方、長編の映画化は「二の足を踏む」と発言している[151]。短編は「監督自身のものを足していく」ため意欲的なものが生まれやすいとする一方、長編は「どうしても映画（の尺）に収めるように引く」必要があるからではないかとする[151]。唯一、『アンダーグラウンド』はぜひ映画化してほしいとも語っている[151]。

### メディア・広報活動
- 日本のテレビ、ラジオに出演したことは少ない[注 23]。近年[いつ?]はインタビューの依頼があっても、一部の新聞・雑誌を除いて積極的には応じない。インタビュー嫌いの理由として、本人は、ジャズ喫茶経営時代に「毎晩客の相手で一生分の会話をした。今後は、本当に話したい人にしか話さないと誓った」からだと述べている[18]。
- 日本国内で講演会や朗読会など公の場に出ることは極めて少ない。その一方で、海外では講演や書店のサイン会はよく行っている。海外マスメディアのインタビューにも精力的に応じている。なお、2015年11月28日〜29日に郡山市で行われた「ただようまなびや 文学の学校」に予告なしでゲスト出演し話題となった。村上は自作短編の朗読を行い、福島県の高校生と懇談し、ワークショップや討論会に参加した[153][154]。
- 評論家などによる自身の小説に関する文章はまず読まないが、インターネットなどを通じて届いた読者の意見は全部読むと語る。「僕は、正しい理解というのは誤解の総体だと思っています。誤解がたくさん集まれば、本当に正しい理解がそこに立ち上がるんですよ」と村上は言う[80]。ただし、例えばエルサレム賞受賞に関するマスメディアの批評は十分読んでいる[122]。
- 2018年6月5日、TOKYO FMがJFN系列の全FMラジオで、村上が初めてラジオのディスクジョッキーを務める「村上RADIO（レディオ）〜RUN & SONGS〜」を8月5日に放送すると発表した。番組では村上が自ら選曲し、音楽や文学、そして走ることについて語るという。放送時間は19:00〜19:55[155]（尚、Date fm・広島FMは20:00〜20:55、FM沖縄は21:00〜21:55の放送）[156]。

### ホームページ
村上は1996年6月に「村上朝日堂ホームページ」を開設して以来、断続的に自身のホームページを立ち上げている。ただしいずれも出版媒体が実質的に管理・運営をしており、自身が管理する、また長期にわたり運営されたものはこれまでにない。
| タイトル                     | 更新期間                      | 運営母体   | 刊行物 |
| ---------------------------- | ----------------------------- | ---------- | --- |
| 村上朝日堂ホームページ       | 1996年6月4日〜1997年11月11日  | 朝日新聞社 | 夢のサーフシティー（1998年7月1日） |
| 村上朝日堂ホームページ       | 1998年2月14日〜1999年11月18日 | 朝日新聞社 | スメルジャコフ対織田信長家臣団（2001年4月1日） |
| 『海辺のカフカ』ホームページ | 2002年9月12日〜2002年12月27日 | 新潮社     | 少年カフカ（2003年6月10日） |
| 村上モトクラシ               | 2005年3月29日〜不詳           | 新潮社     | |
| 村上朝日堂ホームページ       | 2006年3月8日〜2006年6月8日    | 朝日新聞社 | 「ひとつ、村上さんでやってみるか」と世間の人々が村上春樹にとりあえずぶっつける 490の質問に果たして村上さんはちゃんと答えられるのか? （2006年11月30日） |
| 村上さんのところ             | 2015年1月15日〜2015年4月30日  | 新潮社     | 村上さんのところ（2015年7月24日） 村上さんのところ コンプリート版（2015年7月24日）                                                                     |

## 関連人物
ここでは村上春樹と特にかかわりのある人物を取り上げる（順不同）。
安西水丸
イラストレーター、漫画家（1942年7月22日 - 2014年3月19日）。安西は千駄ヶ谷の「ピーター・キャット」に客として行ったとき初めて村上と会ったという。表紙から挿絵まで数多くのイラストを安西は担当しており、共著の作品も少なくない。対談の数も多い。『夢のサーフシティー』（朝日新聞社、1998年7月）と『スメルジャコフ対織田信長家臣団』（朝日新聞社、2001年4月）には、特別付録として二人の音声対談が収録されている。
安西は村上についてこう評す。「とても人見知りをする人だけれど、友情のあつさにおいては完璧なものがある」「僕は彼の声を〝プラチナの声〟と言っているんですよ。ちなみに、彼の文字はかりん糖。油で揚げたような字を書くんです」
村上は、安西の本名の「渡辺昇（ワタナベノボル）」を様々な作中人物の名前に使った。例として「象の消滅」（象の飼育係）、「ファミリー・アフェア」（妹の恋人）、「双子と沈んだ大陸」（共同経営者）、「ねじまき鳥と火曜日の女たち」（猫および妻の兄）、「中断されたスチーム・アイロンの把手」（壁面芸術家）、「鉛筆削り (あるいは幸運としての渡辺昇①)」、「タイム・マシーン (あるいは幸運としての渡辺昇②)」、「タコ」などがある。そして長編『ノルウェイの森』では「ワタナベトオル」と名を変え、『ねじまき鳥クロニクル』では「ワタヤノボル」となる。
安西は2014年3月19日に急死。『週刊朝日』2014年4月18日号に「週刊村上朝日堂 特別編」が掲載される。村上は「描かれずに終わった一枚の絵―安西水丸さんのこと―」と題する追悼文を書き、安西のイラストもそこに付された。追悼文で村上は「安西水丸さんはこの世界で、僕が心を許すことのできる数少ない人の一人だった」と述べた。
2014年8月、『イラストレーション緊急増刊 安西水丸 青空の下』（玄光社）が刊行。『イラストレーション』2011年3月号に掲載された「特集 安西水丸 村上春樹との全仕事 1981-2011」が同書に再録される。
柴田元幸
英米文学翻訳家、元東京大学教授（1954年7月11日 - ）。村上がジョン・アーヴィングの『熊を放つ』（中央公論社、1986年5月）を翻訳した際、柴田が訳文を「細かくチェック」したことから交流が生まれた。村上が柴田の授業に参加したり（『翻訳夜話』、『翻訳教室』）、積極的にインタビューや対談に応じたり（『ナイン・インタビューズ 柴田元幸と9人の作家たち』、『代表質問 16のインタビュー』、『村上春樹 翻訳 (ほとんど) 全仕事』）と、二人の親交は篤い。早川書房から出ているレイモンド・チャンドラーの作品を除いて、村上の主たる翻訳のチェックを行っている。また、CDブック『村上春樹ハイブ・リット』（アルク、2008年11月）の総合監修も行った。「村上朝日堂ホームページ」において、読者からの英文法に関する質問に対して村上の代わりに答えたこともある（同ホームページ、読者&村上春樹フォーラム39、2006年4月17日）。
2006年3月に東京、札幌、神戸で行われた「国際シンポジウム&ワークショップ 春樹をめぐる冒険――世界は村上文学をどう読むか」のアドバイザーおよび司会を務めた。かつ、同シンポジウムを記録した書籍『世界は村上春樹をどう読むか』（文藝春秋、2006年10月）の編集も行った。
村上は、柴田が責任編集を務める文芸誌『MONKEY』（スイッチ・パブリッシング）から依頼を受け、短編小説「シェエラザード」を執筆した。同作品はその後、『女のいない男たち』（文藝春秋、2014年4月）に収録された。
ジェイ・ルービン
日本文学研究者、翻訳家（1941年 - ）。村上の作品の主たる英訳者、アルフレッド・バーンバウム、ジェイ・ルービン、フィリップ・ガブリエルの3人のうちで、個人的にもとりわけ交流が深いのがルービンである。『ねじまき鳥クロニクル』の翻訳を、同作品がまだ『新潮』に連載中のときに村上本人から依頼を受けて行う。これまでに長編小説を4編（『1Q84』はBOOK1とBOOK2のみ）、短編小説を24編訳している。また2009年2月にイスラエルで行われたエルサレム賞授賞式の英文スピーチの英訳も行った。
ルービンは自著『ハルキ・ムラカミと言葉の音楽』(新潮社、2006年9月、畔柳和代訳）の参考文献として、村上の私信や講演の未刊原稿、村上夫妻の未公開のインタビューや談話を多く用いている。
『村上春樹、河合隼雄に会いにいく』（岩波書店、1996年12月）の対談の席にルービンは、発言こそ取り除かれたものの妻の陽子と共に参加した。東京大学文学部で行われた柴田元幸の翻訳演習の授業にも村上と共に参加した。このときの授業の模様は『翻訳教室』（新書館、2006年3月）に収録されている。
2006年3月に東京、札幌、神戸で行われた「国際シンポジウム&ワークショップ 春樹をめぐる冒険――世界は村上文学をどう読むか」に参加。同年6月、アイルランドで開かれたフランク・オコナー国際短編賞授賞式（受賞作品は短編集『Blind Willow, Sleeping Woman』）に村上の代理として出席した。
村上はルービンが訳した芥川龍之介の短編集『Rashōmon and Seventeen Other Stories』（2006年）の序文を書いている。同書は2007年6月、新潮社から日本語版が出版された（『芥川龍之介短篇集』）。
2015年5月、初の小説『The Sun Gods』を上梓。日本語版は同年7月に『日々の光』として新潮社より刊行された。村上は『波』2015年8月号に書評を寄せた。2016年11月、『小澤征爾さんと、音楽について話をする』（新潮社、2011年）の翻訳を行った。
河合隼雄
心理学者、元文化庁長官（1928年6月23日 - 2007年7月19日）。河合は年長の学識者の中で、村上が唯一繰り返し対談した人物。
「僕にとっての『小説の意味』みたいなものをきちんと総合的にすっと理解し、正面から受けとめてくれた人は河合先生一人しかいませんでした。『物語』というのが我々の魂にとってどれほど強い治癒力をもち、また同時にどれほど危険なものでもあるかということを、非常に深いレベルで把握しておられる方です。」「河合先生に会うたびに、僕は元気づけられます。ああいう人ってなかなかいないです。」「僕が『物語』という言葉を使って話すときに、その意味をきちんと理解してくれるのは、河合先生ぐらいだった」と語っている。
2013年5月6日、村上は河合隼雄物語賞・学芸賞創設を記念して公開インタビューとスピーチを京都大学で行った。
活字になった河合と村上の対談は以下のとおり。
- 現代の物語とはなにか『こころの声を聴く―河合隼雄対話集』新潮文庫 ISBN 978-4-10-125223-0 初出: 新潮 1994年7月 91巻 260-282頁
- 『村上春樹、河合隼雄に会いにいく』新潮文庫 ISBN 978-4-10-100145-6 初出: 世界 1996年4月号 621号 257-280頁、1996年5月号 662号 210-235頁
- 「地下鉄サリン事件と日本人」現代 1997年7月号 31巻 28-41頁 話題の書『アンダーグラウンド』をめぐって 村上春樹、河合隼雄
- 河合隼雄氏との対話（『アンダーグラウンド』をめぐって 「悪」を抱えて生きる）『約束された場所で―underground 2』ISBN 978-4-16-750204-1 初出: 文藝春秋 1998年11月号 76巻 262-277頁「ポストアンダーグラウンド」をめぐって―麻原・ヒットラー・チャップリン
- 連続対談 河合隼雄x村上春樹 京都での対話（上）（下） 臨床心理学者と作家が語り合った2日間 フォーサイト（新潮社） 2003年10月号第14巻第10号通巻163号 52-57頁、2003年11月号第14巻第11号通巻164号 52-58頁

安原顯
編集者（1939年4月29日 - 2003年1月20日）。安原は中央公論社で文芸誌『海』や『マリ・クレール』の編集に携わった人物。村上が経営するジャズ喫茶の客で、『風の歌を聴け』が出版される1979年以前より交流があった。「中国行きのスロウ・ボート」を『海』1980年4月号に掲載する際、初めて書いた短編小説であるにもかかわらず、安原から書き直しは一切要求されなかったという。「細かい実務的な作業は、この人の好むところではないようだった」と村上は述べている。2003年1月20日に肺がんのため死去した。
村上は 2006年3月10日発売の『文藝春秋』4月号に、『ある編集者の生と死――安原顯氏のこと』と題するエッセイを発表。自身の直筆原稿が本人に無断で、安原によって流出させられ、東京・神田神保町の古本屋や、インターネットオークションで販売されていることを述べた。「基本的な職業モラルに反している（中略）のではあるまいか」「それら（注・安原ルートで流出した自筆原稿）が不正に持ち出された一種の盗品であり、金銭を得るために売却されたものであることをここで明確にしておきたい」とコメントをしている。
この発表は各方面に大きな波紋を広げ、出版業界にはびこる「自筆原稿の流出」という、半ば公然の闇の事態が明らかとなった。安原が故人であったため「死者に鞭打つような仕打ち」と一部で批判する者もあったが、村上はこのような事態が、彼に関してのみならず、多くの作家に関しても未だに行われていることを指摘しつつ、誰かが声高に叫ばなければ、流出によって傷つけられる、生きている者たちの痛みはなくならないのではないか、と反論している。なおこれら一連の動きから、明確な意思表示がない限り「生原稿は作家の所有物である」との確認が日本文芸家協会によって行われ、「生原稿『流出』等についての要望」としてまとめられものが、関係各所へと配布された。
村上龍
小説家（1952年2月19日 - ）。群像新人文学賞受賞によりほぼ同時期にデビューを果たしたこと（龍は1976年、春樹は1979年）、年齢が比較的近いこと（春樹が3つ年上）、いずれも人気作家となったことなどから二人は「W村上」としばしば呼ばれる。両者を論じた評論『MURAKAMI龍と春樹の時代』（清水良典著、2008年）もある。
龍は学生時代、春樹の経営する「ピーター・キャット」に通っており、デビュー前からの顔見知りであった。初期には互いのエッセイで頻繁に言及しあっており、1981年には対談集『ウォーク・ドント・ラン』を出版した。同年夏、春樹は龍からアビシニアンの子猫を譲り受けている。龍の3作目の長編小説『コインロッカー・ベイビーズ』（1980年10月刊行）に刺激を受け、『羊をめぐる冒険』を書いたことは春樹本人が様々な媒体で語っている。
春樹は『村上春樹、河合隼雄に会いにいく』の中で、龍が「最初から暴力というものを、はっきりと予見的に書いている」という点で鋭い感覚を持った作家だと評価したうえで、自分は「あそこへ行くまでに時間がかかるというか、彼とぼくとは社会に対するアプローチが違う」と述べている。

## 年譜
| 年号           | 主な出来事 | 文学賞受賞・候補 |
| -------------- | --- | --- |
| 1949年         | 1月12日、京都府京都市伏見区で生まれる。                                                                               | |
| 1955年（6歳）  | 西宮市立浜脇小学校入学。                                                                                              | |
| 1961年（12歳） | 西宮市立香櫨園小学校卒業。                                                                                            | |
| 1964年（15歳） | 芦屋市立精道中学校卒業。                                                                                              | |
| 1967年（18歳） | 兵庫県立神戸高等学校卒業。                                                                                            | |
| 1968年（19歳） | 早稲田大学第一文学部に入学。和敬塾に入寮。                                                                            | |
| 1971年（22歳） | 10月、高橋陽子と結婚。                                                                                                | |
| 1974年（25歳） | 国分寺にジャズ喫茶「ピーターキャット」を開く。                                                                        | |
| 1975年（26歳） | 早稲田大学第一文学部演劇専修を卒業。                                                                                  | |
| 1977年（28歳） | 「ピーターキャット」を千駄ヶ谷に移転。                                                                                | |
| 1979年（30歳） | 処女長編小説『風の歌を聴け』を出版。                                                                                  | 『風の歌を聴け』が第22回群像新人文学賞を受賞。 また、第81回芥川賞と第1回野間文芸新人賞の候補となる。                                        |
| 1980年（31歳） | | 『1973年のピンボール』が第83回芥川賞と第2回野間文芸新人賞の候補となる。                                                                     |
| 1981年（32歳） | 「ピーターキャット」を友人に譲り、小説家業に専念。 最初の翻訳書『マイ・ロスト・シティー』を出版。                     | |
| 1982年（33歳） | | 『羊をめぐる冒険』が第4回野間文芸新人賞を受賞。                                                                                             |
| 1983年（34歳） | 最初の短編集『中国行きのスロウ・ボート』を出版。                                                                      | |
| 1985年（36歳） | | 『世界の終りとハードボイルド・ワンダーランド』が第21回谷崎潤一郎賞を受賞。                                                                  |
| 1986年（37歳） | 10月、ヨーロッパへ渡る。                                                                                              | |
| 1990年（41歳） | 1月、ヨーロッパ滞在より、帰国。                                                                                       | 『TVピープル』が第17回川端康成文学賞の候補に上がる。                                                                                        |
| 1991年（42歳） | 1月、米国のプリンストン大学に客員研究員として招聘される。                                                             | |
| 1992年（43歳） | 客員講師として大学院で週にひとコマのセミナーを1年間担当。                                                             | |
| 1993年（44歳） | タフツ大学に移籍。 | |
| 1995年（46歳） | 5月、4年間にわたる米国滞在を終え帰国。                                                                                | |
| 1996年（47歳） | 6月、「村上朝日堂ホームページ」を開設。                                                                               | 『ねじまき鳥クロニクル』が第47回読売文学賞を受賞。                                                                                          |
| 1999年（50歳） | | 『約束された場所で―underground 2』が第2回桑原武夫学芸賞を受賞。 『ねじまき鳥クロニクル』が国際IMPACダブリン文学賞の候補に上がる。           |
| 2003年（54歳） | J・D・サリンジャーの『ライ麦畑でつかまえて』を『キャッチャー・イン・ザ・ライ』の題名で翻訳。                          | |
| 2004年（55歳） | | 『キャッチャー・イン・ザ・ライ』の翻訳によりBABEL国際翻訳大賞・日本翻訳大賞を受賞。                                                         |
| 2005年（56歳） | ハーバード大学よりvisiting scholarとして招聘される。                                                                  | |
| 2006年（57歳） | | フランツ・カフカ賞、フランク・オコナー国際短編賞、世界幻想文学大賞を受賞。 『ハナレイ・ベイ』が第32回川端康成文学賞の候補に上がる。         |
| 2007年（58歳） | リエージュ大学より名誉博士号を受ける。                                                                                | 2006年度朝日賞、第一回早稲田大学坪内逍遥大賞を受賞。                                                                                        |
| 2008年（59歳） | プリンストン大学より名誉博士号（文学）を受ける。                                                                      | カリフォルニア大学バークレー校より第1回バークレー日本賞を受賞。                                                                             |
| 2009年（60歳） | | 『1Q84』が第63回毎日出版文化賞を受賞。 エルサレム賞を受賞。スペイン芸術文学勲章の受勲。                                                     |
| 2010年（61歳） | | 『1Q84』が2010年本屋大賞の候補に挙がる（10位）。                                                                                            |
| 2011年（62歳） | | カタルーニャ国際賞を受賞。 |
| 2012年（63歳） | | 国際交流基金賞を受賞。 『小澤征爾さんと、音楽について話をする』が第11回小林秀雄賞を受賞。                                                   |
| 2013年（64歳） | | 『1Q84』が国際IMPACダブリン文学賞の候補に上がる。                                                                                           |
| 2014年（65歳） | | ドイツの「ディ・ヴェルト」紙よりヴェルト文学賞を授与される。 『象の消滅』がノイシュタット国際文学賞の候補に上がる。                         |
| 2015年（66歳） | 1月、期間限定サイト「村上さんのところ」を開設。 7月 - 国内初の電子書籍『村上さんのところ コンプリート版』の配信開始。 | |
| 2016年（67歳） | | アンデルセン文学賞を受賞。 |
| 2018年（69歳） | | アメリカ文学賞を受賞。 フランス芸術文化勲章コマンドゥールを受章。                                                                           |
| 2019年（70歳） | | 10月11日にラッテス・グリンツァーネ文学賞ラ・クエルチャ部門を受賞。                                                                          |
| 2022年（73歳） | | チーノ・デル・ドゥーカ世界賞を受賞。 |
| 2023年（74歳） | | アストゥリアス皇太子賞文学部門を受賞。 |
| 2024年（75歳） | 早稲田大学より名誉博士号を受ける。                                                                                    | アメリカン・アカデミー・オブ・アチーブメントよりゴールデン・プレート（芸術部門）授与。 英国王立文学協会インターナショナル・ライターに選出。 |
| 2025年（76歳） | | アブダビ・アラビア語センターより第19回シェイク・ザイード・ブック・アワード（最優秀文化人賞）授与。                                          |

## 作品一覧

### 長編小説
| 作品名                                     | 作品名                                     | 出版社   | 出版年月日     | 各国語翻訳一覧  | 備考                                    |
| ------------------------------------------ | ------------------------------------------ | -------- | -------------- | --------------- | --------------------------------------- |
| 風の歌を聴け                               | 風の歌を聴け                               | 講談社   | 1979年7月23日  | 「#翻訳」を参照 | 『群像』1979年6月号掲載。               |
| 1973年のピンボール                         | 1973年のピンボール                         | 講談社   | 1980年6月17日  | 「#翻訳」を参照 | 『群像』1980年3月号掲載。               |
| 羊をめぐる冒険                             | 羊をめぐる冒険                             | 講談社   | 1982年10月13日 | 「#翻訳」を参照 | 『群像』1982年8月号掲載。               |
| 世界の終りとハードボイルド・ワンダーランド | 世界の終りとハードボイルド・ワンダーランド | 新潮社   | 1985年6月15日  | 「#翻訳」を参照 |                                         |
| ノルウェイの森                             | ノルウェイの森                             | 講談社   | 1987年9月4日   | 「#翻訳」を参照 | 上下二分冊で刊行された。                |
| ダンス・ダンス・ダンス                     | ダンス・ダンス・ダンス                     | 講談社   | 1988年10月13日 | 「#翻訳」を参照 | 上下二分冊で刊行された。                |
| 国境の南、太陽の西                         | 国境の南、太陽の西                         | 講談社   | 1992年10月5日  | 「#翻訳」を参照 |                                         |
| ねじまき鳥クロニクル                       | 第1部 泥棒かささぎ編                       | 新潮社   | 1994年4月12日  | 「#翻訳」を参照 | 『新潮』1992年10月号〜1993年8月号掲載。 |
| ねじまき鳥クロニクル                       | 第2部 予言する鳥編                         | 新潮社   | 1994年4月12日  | 「#翻訳」を参照 |                                         |
| ねじまき鳥クロニクル                       | 第3部 鳥刺し男編                           | 新潮社   | 1995年8月25日  | 「#翻訳」を参照 |                                         |
| スプートニクの恋人                         | スプートニクの恋人                         | 講談社   | 1999年4月20日  | 「#翻訳」を参照 |                                         |
| 海辺のカフカ                               | 海辺のカフカ                               | 新潮社   | 2002年9月10日  | 「#翻訳」を参照 | 上下二分冊で刊行された。                |
| アフターダーク                             | アフターダーク                             | 講談社   | 2004年9月7日   | 「#翻訳」を参照 |                                         |
| 1Q84                                       | BOOK 1                                     | 新潮社   | 2009年5月30日  | 「翻訳」参照    |                                         |
| 1Q84                                       | BOOK 2                                     | 新潮社   | 2009年5月30日  | 「翻訳」参照    |                                         |
| 1Q84                                       | BOOK 3                                     | 新潮社   | 2010年4月16日  | 「翻訳」参照    |                                         |
| 色彩を持たない多崎つくると、彼の巡礼の年   | 色彩を持たない多崎つくると、彼の巡礼の年   | 文藝春秋 | 2013年4月12日  | 「#翻訳」を参照 |                                         |
| 騎士団長殺し                               | 第1部 顕れるイデア編                       | 新潮社   | 2017年2月24日  |                 |                                         |
| 騎士団長殺し                               | 第2部 遷ろうメタファー編                   | 新潮社   | 2017年2月24日  |                 |                                         |
| 街とその不確かな壁                         | 街とその不確かな壁                         | 新潮社   | 2023年4月13日  |                 |                                         |

### 中編小説
| 作品名               | 初出                  | 単行本 |
| -------------------- | --------------------- | ------ |
| 街と、その不確かな壁 | 『文學界』1980年9月号 | 未収録 |

### 短編小説
短篇集
| 作品名                       | 出版社     | 出版年月日     | 備考                                                               |
| ---------------------------- | ---------- | -------------- | ------------------------------------------------------------------ |
| 中国行きのスロウ・ボート     | 中央公論社 | 1983年5月20日  |                                                                    |
| カンガルー日和               | 平凡社     | 1983年9月9日   | 『トレフル』1981年4月号〜1983年3月号連載。                         |
| 螢・納屋を焼く・その他の短編 | 新潮社     | 1984年7月5日   |                                                                    |
| 回転木馬のデッド・ヒート     | 講談社     | 1985年10月15日 | 『IN★POCKET』1983年10月号〜1984年12月号掲載。なお2編は書き下ろし。 |
| パン屋再襲撃                 | 文藝春秋   | 1986年4月10日  |                                                                    |
| TVピープル                   | 文藝春秋   | 1990年1月25日  |                                                                    |
| レキシントンの幽霊           | 文藝春秋   | 1996年11月30日 |                                                                    |
| 神の子どもたちはみな踊る     | 新潮社     | 2000年2月25日  | 『新潮』1999年8月号〜12月号連載。1編は書き下ろし。                 |
| 東京奇譚集                   | 新潮社     | 2005年9月18日  | 『新潮』2005年3月号〜6月号連載。1編は書き下ろし。                  |
| 女のいない男たち             | 文藝春秋   | 2014年4月18日  | 『文藝春秋』2013年12月号〜2014年3月号連載ほか。1編は書き下ろし。   |
| 一人称単数                   | 文藝春秋   | 2020年7月18日  | 『文學界』2018年7月号〜2020年2月号連載。1編は書き下ろし。          |

再編集されたもの
| 作品名                      | 出版社   | 出版年月日     | 備考                                                                                          |
| --------------------------- | -------- | -------------- | --------------------------------------------------------------------------------------------- |
| 象の消滅 短篇選集 1980-1991 | 新潮社   | 2005年3月30日  | 1993年3月にクノップフ社より刊行された短編集『The Elephant Vanishes』の日本語版である。        |
| はじめての文学 村上春樹     | 文藝春秋 | 2006年12月10日 | 「はじめての文学」シリーズ全12巻のうちの一冊。                                                |
| めくらやなぎと眠る女        | 新潮社   | 2009年11月27日 | 2006年7月にクノップフ社より刊行された短編集『Blind Willow, Sleeping Woman』の日本語版である。 |

雑誌・新聞等掲載
| 作品名                                                                                     | 初出                                          | 収録書籍                                   | 備考                                                                                            |
| ------------------------------------------------------------------------------------------ | --------------------------------------------- | ------------------------------------------ | ----------------------------------------------------------------------------------------------- |
| 中国行きのスロウ・ボート                                                                   | 『海』1980年4月号                             | 『中国行きのスロウ・ボート』               |                                                                                                 |
| 貧乏な叔母さんの話                                                                         | 『新潮』1980年12月号                          | 同上                                       |                                                                                                 |
| ニューヨーク炭鉱の悲劇                                                                     | 『BRUTUS』1981年3月15日号                     | 同上                                       |                                                                                                 |
| 5月の海岸線                                                                                | 『トレフル』1981年4月号                       | 『カンガルー日和』                         |                                                                                                 |
| スパゲティーの年に                                                                         | 『トレフル』1981年5月号                       | 同上                                       |                                                                                                 |
| 鹿と神様と聖セシリア                                                                       | 『早稲田文学』1981年6月号                     | 未収録                                     |                                                                                                 |
| 4月のある晴れた朝に100パーセントの女の子に出会うことについて                               | 『トレフル』1981年7月号                       | 『カンガルー日和』                         |                                                                                                 |
| 眠い                                                                                       | 『トレフル』1981年8月号                       | 同上                                       |                                                                                                 |
| かいつぶり                                                                                 | 『トレフル』1981年9月号                       | 同上                                       |                                                                                                 |
| パン屋襲撃                                                                                 | 『早稲田文学』1981年10月号                    | 『村上春樹全作品 1979〜1989』第8巻         | その後改題・改稿されて『パン屋を襲う』に収録された。                                            |
| カンガルー通信                                                                             | 『新潮』1981年10月号                          | 『中国行きのスロウ・ボート』               |                                                                                                 |
| あしか                                                                                     | 『ビックリハウス』1981年10月号                | 『村上春樹全作品 1979〜1989』第5巻         |                                                                                                 |
| カンガルー日和                                                                             | 『トレフル』1981年10月号                      | 『カンガルー日和』                         |                                                                                                 |
| 32歳のデイトリッパー                                                                       | 『トレフル』1981年11月号                      | 同上                                       |                                                                                                 |
| タクシーに乗った吸血鬼                                                                     | 『トレフル』1981年12月号                      | 同上                                       |                                                                                                 |
| 彼女の町と、彼女の緬羊                                                                     | 『トレフル』1982年1月号                       | 同上                                       |                                                                                                 |
| サウスベイ・ストラット―ドゥービー・ブラザーズ「サウスベイ・ストラット」のためのBGM         | 『トレフル』1982年2月号                       | 同上                                       |                                                                                                 |
| あしか祭り                                                                                 | 『トレフル』1982年3月号                       | 同上                                       |                                                                                                 |
| 1963／1982年のイパネマ娘                                                                   | 『トレフル』1982年4月号                       | 同上                                       |                                                                                                 |
| バート・バカラックはお好き?                                                                | 『トレフル』1982年5月号                       | 同上                                       | 『村上春樹全作品 1979〜1989』第5巻収録の際、「窓」に改題。                                      |
| 図書館奇譚                                                                                 | 『トレフル』1982年6月号〜11月号               | 同上                                       | その後改稿されて『ふしぎな図書館』（講談社）と『図書館奇譚』（新潮社）の2冊の絵本が出版された。 |
| 書斎奇譚                                                                                   | 『ブルータス』1982年6月1日号                  | 『村上春樹全作品 1979〜1989』第5巻         |                                                                                                 |
| 月刊「あしか文芸」                                                                         | 糸井重里『ヘンタイよいこ新聞』1982年7月       | 同上                                       |                                                                                                 |
| おだまき酒の夜                                                                             | 『ショートショートランド』1982年夏号          | 同上                                       |                                                                                                 |
| 午後の最後の芝生                                                                           | 『宝島』1982年8月号                           | 『中国行きのスロウ・ボート』               |                                                                                                 |
| 土の中の彼女の小さな犬                                                                     | 『すばる』1982年11月号                        | 同上                                       |                                                                                                 |
| シドニーのグリーン・ストリート                                                             | 『海』臨時増刊「子どもの宇宙」1982年12月号    | 同上                                       |                                                                                                 |
| 駄目になった王国                                                                           | 『トレフル』1982年12月号                      | 『カンガルー日和』                         |                                                                                                 |
| チーズ・ケーキのような形をした僕の貧乏                                                     | 『トレフル』1983年1月号                       | 同上                                       |                                                                                                 |
| 螢                                                                                         | 『中央公論』1983年1月号                       | 『螢・納屋を焼く・その他の短編』           |                                                                                                 |
| 納屋を焼く                                                                                 | 『新潮』1983年1月号                           | 同上                                       |                                                                                                 |
| 鏡                                                                                         | 『トレフル』1983年2月号                       | 『カンガルー日和』                         |                                                                                                 |
| とんがり焼の盛衰                                                                           | 『トレフル』1983年3月号                       | 同上                                       |                                                                                                 |
| プールサイド                                                                               | 『IN★POCKET』1983年10月号                     | 『回転木馬のデッド・ヒート』               | 連載短編。副題は「街の眺め」。                                                                  |
| 雨やどり                                                                                   | 『IN★POCKET』1983年12月号                     | 同上                                       | 同上                                                                                            |
| めくらやなぎと眠る女                                                                       | 『文學界』1983年12月号                        | 『螢・納屋を焼く・その他の短編』           |                                                                                                 |
| 踊る小人                                                                                   | 『新潮』1984年1月号                           | 同上                                       |                                                                                                 |
| タクシーに乗った男                                                                         | 『IN★POCKET』1984年2月号                      | 『回転木馬のデッド・ヒート』               | 連載短編。副題は「街の眺め」。                                                                  |
| 今は亡き王女のための                                                                       | 『IN★POCKET』1984年4月号                      | 同上                                       | 同上                                                                                            |
| 三つのドイツ幻想                                                                           | 『BRUTUS』1984年4月15日号                     | 『螢・納屋を焼く・その他の短編』           |                                                                                                 |
| 野球場                                                                                     | 『IN★POCKET』1984年6月号                      | 『回転木馬のデッド・ヒート』               | 連載短編。副題は「街の眺め」。                                                                  |
| BMWの窓ガラスの形をした純粋な意味での消耗についての考察                                    | 『IN★POCKET』1984年8月号                      | 未収録                                     | 同上                                                                                            |
| 嘔吐1979                                                                                   | 『IN★POCKET』1984年10月号                     | 『回転木馬のデッド・ヒート』               | 同上                                                                                            |
| ハンティング・ナイフ                                                                       | 『IN★POCKET』1984年12月号                     | 同上                                       | 同上                                                                                            |
| ハイネケン・ビールの空き缶を踏む象についての短文                                           | 『ショートショートランド』1985年5・6月特大号  | 『村上春樹全作品 1979〜1989』第8巻         |                                                                                                 |
| パン屋再襲撃                                                                               | 『マリ・クレール』1985年8月号                 | 『パン屋再襲撃』                           | その後改題・改稿されて『パン屋を襲う』に収録された。                                            |
| 象の消滅                                                                                   | 『文學界』1985年8月号                         | 同上                                       |                                                                                                 |
| はじめに・回転木馬のデッド・ヒート                                                         | 書き下ろし                                    | 『回転木馬のデッド・ヒート』               |                                                                                                 |
| レーダーホーゼン                                                                           | 同上                                          | 同上                                       |                                                                                                 |
| ファミリー・アフェア                                                                       | 『LEE』1985年11月・12月号                     | 『パン屋再襲撃』                           |                                                                                                 |
| 双子と沈んだ大陸                                                                           | 『別冊 小説現代』1985年冬号                   | 同上                                       |                                                                                                 |
| ローマ帝国の崩壊・一八八一年のインディアン蜂起・ヒットラーのポーランド侵入・そして強風世界 | 『月刊カドカワ』1986年1月号                   | 同上                                       |                                                                                                 |
| ねじまき鳥と火曜日の女たち                                                                 | 『新潮』1986年1月号                           | 同上                                       |                                                                                                 |
| 中断されたスチーム・アイロンの把手                                                         | 『別冊 小説現代』1986年春号                   | 未収録                                     | その後、安西水丸著『POST CARD』に収録された。                                                   |
| 雨の日の女 ♯241・♯242                                                                      | 『L'E』（アド・プロラーズハウス）1987年1月号  | 『村上春樹全作品 1979〜1989』第3巻         |                                                                                                 |
| TVピープル                                                                                 | 『par AVION』（MAD出版）1989年6月号           | 『TVピープル』                             | 雑誌掲載時のタイトルは「TVピープルの逆襲」。                                                    |
| 飛行機―あるいは彼はいかにして詩を読むようにひとりごとを言ったか                            | 『ユリイカ臨時増刊』1989年6月号               | 同上                                       |                                                                                                 |
| 我らの時代のフォークロア―高度資本主義前史                                                  | 『SWITCH』1989年10月号                        | 同上                                       |                                                                                                 |
| 眠り                                                                                       | 『文學界』1989年11月号                        | 同上                                       | その後改稿されて『ねむり』のタイトルで単独で出版された。                                        |
| 加納クレタ                                                                                 | 書き下ろし                                    | 同上                                       |                                                                                                 |
| ゾンビ                                                                                     | 同上                                          | 同上                                       |                                                                                                 |
| トニー滝谷                                                                                 | 『文藝春秋』1990年6月号                       | 『村上春樹全作品 1979〜1989』第8巻         | その後『レキシントンの幽霊』に収録された。                                                      |
| 沈黙                                                                                       | 書き下ろし                                    | 『村上春樹全作品 1979〜1989』第5巻         | 1993年、集団読書テキスト中高生用として単行本化された。1996年、『レキシントンの幽霊』に収録。    |
| 緑色の獣                                                                                   | 『文學界』1991年4月臨時増刊「村上春樹ブック」 | 『レキシントンの幽霊』                     |                                                                                                 |
| 氷男                                                                                       | 同上                                          | 同上                                       |                                                                                                 |
| 人喰い猫                                                                                   | 書き下ろし                                    | 『村上春樹全作品 1979〜1989』第8巻         |                                                                                                 |
| 青が消える (Losing Blue)                                                                   | 『ル・モンド』1992年                          | 『村上春樹全作品 1990〜2000』第1巻         |                                                                                                 |
| ふわふわ                                                                                   | 『NUNO NUNO BOOKS : FUWA FUWA』1998年5月      | 『ふわふわ』                               |                                                                                                 |
| めくらやなぎと、眠る女                                                                     | 『文學界』1995年11月号                        | 『レキシントンの幽霊』                     |                                                                                                 |
| 七番目の男                                                                                 | 『文藝春秋』1996年2月号                       | 同上                                       |                                                                                                 |
| レキシントンの幽霊                                                                         | 『群像』1996年10月号                          | 同上                                       |                                                                                                 |
| UFOが釧路に降りる                                                                          | 『新潮』1999年8月号                           | 『神の子どもたちはみな踊る』               | 連作短編。副題は「地震のあとで」。                                                              |
| アイロンのある風景                                                                         | 『新潮』1999年9月号                           | 同上                                       | 同上                                                                                            |
| 神の子どもたちはみな踊る                                                                   | 『新潮』1999年10月号                          | 同上                                       | 同上                                                                                            |
| タイランド                                                                                 | 『新潮』1999年11月号                          | 同上                                       | 同上                                                                                            |
| かえるくん、東京を救う                                                                     | 『新潮』1999年12月号                          | 同上                                       | 同上                                                                                            |
| 蜂蜜パイ                                                                                   | 書き下ろし                                    | 同上                                       |                                                                                                 |
| バースデイ・ガール                                                                         | 書き下ろし                                    | 『バースデイ・ストーリーズ』（2002年12月） |                                                                                                 |
| 蟹                                                                                         | 『Stories Magazine』2003年4月号               | 『めくらやなぎと眠る女』                   |                                                                                                 |
| 偶然の旅人                                                                                 | 『新潮』2005年3月号                           | 『東京奇譚集』                             | 連作短編。副題は「東京奇譚集」。                                                                |
| ハナレイ・ベイ                                                                             | 『新潮』2005年4月号                           | 同上                                       | 同上                                                                                            |
| どこであれそれが見つかりそうな場所で                                                       | 『新潮』2005年5月号                           | 同上                                       | 同上                                                                                            |
| 日々移動する腎臓のかたちをした石                                                           | 『新潮』2005年6月号                           | 同上                                       | 同上                                                                                            |
| 品川猿                                                                                     | 書き下ろし                                    | 同上                                       |                                                                                                 |
| 恋するザムザ                                                                               | 書き下ろし                                    | 『恋しくて』（2013年9月）                  |                                                                                                 |
| ドライブ・マイ・カー                                                                       | 『文藝春秋』2013年12月号                      | 『女のいない男たち』                       | 連作短編。副題は「女のいない男たち」。                                                          |
| イエスタデイ                                                                               | 『文藝春秋』2014年1月号                       | 同上                                       | 同上                                                                                            |
| 木野                                                                                       | 『文藝春秋』2014年2月号                       | 同上                                       | 同上                                                                                            |
| 独立器官                                                                                   | 『文藝春秋』2014年3月号                       | 同上                                       | 同上                                                                                            |
| シェエラザード                                                                             | 『MONKEY』2014年2月15日発行・Vol.2            | 同上                                       |                                                                                                 |
| 女のいない男たち                                                                           | 書き下ろし                                    | 同上                                       |                                                                                                 |
| 石のまくらに                                                                               | 『文學界』2018年7月号                         | 『一人称単数』                             |                                                                                                 |
| クリーム                                                                                   | 同上                                          | 同上                                       |                                                                                                 |
| チャーリー・パーカー・プレイズ・ボサノヴァ                                                 | 同上                                          | 同上                                       |                                                                                                 |
| ウィズ・ザ・ビートルズ With the Beatles                                                    | 『文學界』2019年8月号                         | 同上                                       |                                                                                                 |
| 「ヤクルト・スワローズ詩集」                                                               | 同上                                          | 同上                                       |                                                                                                 |
| 謝肉祭（Carnival）                                                                         | 『文學界』2019年12月号                        | 同上                                       |                                                                                                 |
| 品川猿の告白                                                                               | 『文學界』2020年2月号                         | 同上                                       |                                                                                                 |
| 一人称単数                                                                                 | 書き下ろし                                    | 同上                                       |                                                                                                 |
| 夏帆                                                                                       | 『新潮』2024年6月号                           | 未収録                                     | 2024年3月1日のイベント『村上春樹×川上未映子 春のみみずく朗読会』のための書き下ろし作品。        |
| 武蔵境のありくい －－〈夏帆〉その2                                                         | 『新潮』2025年5月号                           | 未収録                                     |                                                                                                 |

### 掌編・ショートショートなど
| 作品名                              | 出版社          | 出版年月日     | 備考                       |
| ----------------------------------- | --------------- | -------------- | -------------------------- |
| 夢で会いましょう                    | 冬樹社          | 1981年11月25日 | 共著：糸井重里             |
| 象工場のハッピーエンド              | CBS・ソニー出版 | 1983年12月5日  | 絵：安西水丸               |
| 夜のくもざる                        | 平凡社          | 1995年6月10日  | 同上                       |
| またたび浴びたタマ                  | 文藝春秋        | 2000年8月30日  | 絵：友沢ミミヨ。回文の本。 |
| 村上かるた うさぎおいしーフランス人 | 文藝春秋        | 2007年3月29日  | 絵：安西水丸。かるたの本。 |

### エッセイなど
書籍
| 作品名                                           | 出版社                   | 出版年月日     | 備考                                                                                                   |
| ------------------------------------------------ | ------------------------ | -------------- | --- |
| 村上朝日堂                                       | 若林出版企画             | 1984年7月15日  | 『日刊アルバイトニュース』1982年8月16日号〜1984年5月21日号連載、ほか。                                 |
| 映画をめぐる冒険                                 | 講談社                   | 1985年12月24日 | 共著：川本三郎                                                                                         |
| 村上朝日堂の逆襲                                 | 朝日新聞社               | 1986年6月25日  | 『週刊朝日』1985年4月5日号〜1986年4月4日号、1995年11月10日号〜1996年12月27日号連載。                   |
| ランゲルハンス島の午後                           | 光文社                   | 1986年11月30日 | 『CLASSY』1984年6月号〜1986年5月号連載。                                                               |
| THE SCRAP 懐かしの一九八〇年代                   | 文藝春秋                 | 1987年2月1日   | 『Sports Graphic Number』1982年4月20日号〜1986年2月25日号連載ほか。                                    |
| 日出る国の工場                                   | 平凡社                   | 1987年4月1日   | 共著：安西水丸                                                                                         |
| ザ・スコット・フィッツジェラルド・ブック         | TBSブリタニカ            | 1988年4月8日   | 村上のエッセイ8編、フィッツジェラルドの翻訳2編。                                                       |
| 村上朝日堂はいほー!                              | 文化出版局               | 1989年5月20日  | 『ハイファッション』1983年8月号〜1988年12月号連載（ただし1987年を除く）ほか。                          |
| 遠い太鼓                                         | 講談社                   | 1990年6月25日  | |
| 雨天炎天                                         | 新潮社                   | 1990年8月28日  | 「ギリシャ編 アトス―神様のリアル・ワールド」と「トルコ編 チャイと兵隊と羊―21日間トルコ一周」の二分冊。 |
| やがて哀しき外国語                               | 講談社                   | 1994年2月25日  | 『本』1992年8月号〜1993年11月号連載。                                                                  |
| うずまき猫のみつけかた―村上朝日堂ジャーナル      | 新潮社                   | 1996年5月24日  | 『SINRA』7月号〜1995年10月号連載。                                                                     |
| アンダーグラウンド                               | 講談社                   | 1997年3月20日  | |
| 村上朝日堂はいかにして鍛えられたか               | 朝日新聞社               | 1997年6月1日   | 『週刊朝日』1995年11月10日号〜1996年12月27日号連載。                                                   |
| 若い読者のための短編小説案内                     | 文藝春秋                 | 1997年10月10日 | 『本の話』1996年1月号〜1997年2月号連載。                                                               |
| ポートレイト・イン・ジャズ                       | 新潮社                   | 1997年12月20日 | 共著：和田誠                                                                                           |
| 辺境・近境                                       | 新潮社                   | 1998年4月23日  | |
| 約束された場所で―underground 2                   | 文藝春秋                 | 1998年11月30日 | 『文藝春秋』1998年4月号〜11月号連載ほか。                                                              |
| もし僕らのことばがウィスキーであったなら         | 平凡社                   | 1999年12月15日 | 『サントリークォータリー』1997年55号、56号掲載。                                                       |
| シドニー!                                        | 文藝春秋                 | 2001年1月20日  | |
| ポートレイト・イン・ジャズ2                      | 新潮社                   | 2001年4月25日  | 同上                                                                                                   |
| 村上ラヂオ                                       | マガジンハウス           | 2001年6月8日   | 『anan』2000年3月17日号〜2001年3月3日号連載。                                                          |
| 東京するめクラブ 地球のはぐれ方                  | 文藝春秋                 | 2004年11月15日 | 『TITLE』2002年10月、11月号、2003年3月号〜5月号、7月号、10月号、11月号、2004年1月号掲載。              |
| 意味がなければスイングはない                     | 文藝春秋                 | 2005年11月25日 | 『ステレオサウンド』2003年春号〜2005年夏号連載。                                                       |
| 走ることについて語るときに僕の語ること           | 文藝春秋                 | 2007年10月15日 | |
| 村上ソングズ                                     | 中央公論新社             | 2007年12月10日 | 『エスクァイア日本版』2004年9月号〜2005年8月号連載。歌詞の翻訳と和田誠の挿絵が中心。                   |
| 村上春樹 雑文集                                  | 新潮社                   | 2011年1月31日  | |
| おおきなかぶ、むずかしいアボカド 村上ラヂオ2     | マガジンハウス           | 2011年7月7日   | 『anan』2009年10月21日号、2010年3月3日号、2010年3月24日号〜2011年3月23日号連載。                       |
| サラダ好きのライオン 村上ラヂオ3                 | マガジンハウス           | 2012年7月9日   | 『anan』2011年3月30日号〜2012年4月4日号連載。『GINZA』2012年4月号。                                    |
| 職業としての小説家                               | スイッチ・パブリッシング | 2015年9月10日  | 『MONKEY』2013年10月7日 Vol.1〜2015年6月15日 Vol.6連載。『考える人』2013年夏号。                       |
| ラオスにいったい何があるというんですか?          | 文藝春秋                 | 2015年11月21日 | |
| 村上春樹 翻訳 (ほとんど) 全仕事                  | 中央公論新社             | 2017年3月18日  | 柴田元幸との対談を含む                                                                                 |
| 猫を棄てる 父親について語るとき                  | 文藝春秋                 | 2020年4月23日  | 初出：『文藝春秋』2019年6月号                                                                          |
| 村上Ｔ 僕の愛したＴシャツたち                    | マガジンハウス           | 2020年6月4日   | |
| 古くて素敵なクラシック・レコードたち             | 文藝春秋                 | 2021年6月      | |
| 更に、古くて素敵なクラシック・レコードたち       | 文藝春秋                 | 2022年12月     | |
| デヴィッド・ストーン・マーティンの素晴らしい世界 | 文藝春秋                 | 2024年2月      | |

単行本等未収録の随筆・評論
- アメリカン・ホラーの代表選手――スティフン・キングを読む （1980年 『happy end通信』3月号 Vol.2 No.2）
- 親子間のジェネレーション・ギャップは危険なテーマ - 『ヤング・ゼネレーション』特集3（1980年 『キネマ旬報』3月15日号）
- 中年を迎えつつある作家の書き続けることへの宣言が、『ガープの世界』だ（1980年 『happy end通信』8月号 Vol.2 No.7）
- 太陽の眼
  - 「やさしい」映画を作ろうとするほど映像はデモニッシュになる。『ツィゴイネルワイゼン』（『太陽』1980年7月号）
  - こんな立派な映画をお子様になんぞ観せておくのはもったいない。『少年の黒い馬』（同1980年8月号）
  - 歌舞伎町のゲームセンターで時折感じる〝リアリティー〟。『スター・ウォーズ／帝国の逆襲』（同1980年9月号）
  - 完璧な「書き割り」の平面に、ポランスキーの才気がひかる。『テス』（同1980年10月号）
  - カーター→カントリー・ミュージック。人気歌手が唄いまくる。『忍冬の花のように』（同1980年11月号）
  - 中産階級的光輝に充ちた映画青年の「哲学」が脈打つ。『ヒポクラテスたち』（同1980年12月号）
  - くだらない男は撃ち殺せ！ 八〇年代の女はタフにならねば。『ハンター』と『グロリア』（同1981年1月号）
  - 四千メートルの海底からひきずり出された四万六千トンの夢。『レイズ・ザ・タイタニック』（同1981年2月号）
  - キューブリックの『シャイニング』は「恐怖」だけが輝いていた。『シャイニング』（同1981年3月号）
  - 防衛庁の隣で、階級闘争的なにっかつポルノを観る。『OL縄奴隷』『ウディー・アレン／セックスのすべて』（同1981年4月号）
  - バルト海の底で僕を待ちうけていた鰻たちに関する「テーゼ」。『ブリキの太鼓』（同1981年5月号）
- 八月の庵―僕の「方丈記」体験（1981年 『太陽』10月号）
- 同時代としてのアメリカ
  - 「疲弊の中の恐怖 --スティフン・キング」（『海』1981年7月号）
  - 「誇張された状況論 --ヴェトナム戦争をめぐる作品群」（同1981年9月号）
  - 「方法論としてのアナーキズム --フランシス・コッポラと『地獄の黙示録』」（同1981年11月号）
  - 「反現代であることの現代性 --ジョン・アーヴィングの小説をめぐって」（同1982年2月号）
  - 「都市小説の成立と展開 --チャンドラーとチャンドラー以降」（同1982年5月号）
  - 「用意された犠牲者の伝説 --ジム・モリソン／ザ・ドアーズ」（同1982年7月号）
- 日記から
  - 「力の論理」（朝日新聞夕刊 1982年3月29日）
  - 「まねき猫」（同1982年3月30日）
  - 「アイシテマース」（同1982年3月31日）
  - 「感性の思想」（同1982年4月1日）
  - 「不思議猫の存在」（同1982年4月2日）
  - 「表札とモラトリアム」（同1982年4月3日）
  - 「山羊座の宿命」（同1982年4月5日）
  - 「グンニーリク田島」（同1982年4月6日）
  - 「長距離型せっかち」（同1982年4月7日）
  - 「教師という存在」（同1982年4月8日）
  - 「図書館雑観」（同1982年4月9日）
  - 「モラル・マジョリティー」（同1982年4月10日）
- 僕も今やmarried peopleの一員になった「いつも二人で」（1982年11月『私の一本の映画』 キネマ旬報社）映画『いつも2人で』についてのエッセイ
- 佐々木マキ・ショック・1967（1984年2月『佐々木マキのナンセンサス世界』思索社）
- ある編集者の生と死――安原顯氏のこと（2006年『文藝春秋』4月号）
- The (Generally) Sweet Smell of Youth（2010年Natsume Soseki『Sanshiro』Penguin Classics所収のIntroduction）
- 魂の行き来する道筋（2012年 朝日新聞朝刊 9月28日）
- こんなに面白い話だったんだ！（2014年2月 新潮社HP「フラニーとズーイ」特設ページ）[201]
- 描かれずに終わった一枚の絵―安西水丸さんのこと― （『週刊朝日』2014年4月18日号）
- ふむふむ感（2015年1月 杏『杏のふむふむ』ちくま文庫所収の解説）
- ジェイ・ルービンのこと（『波』2015年8月号）
- 東京ヤクルトスワローズ名誉会員・村上春樹さんメッセージ[202]
  - 第1回 球場に行って、ホーム・チームを応援しよう（2013年9月1日）
  - 第2回 「ヤクルト・スワローズ詩集」より
  - 第3回 怒濤の裏日本一打線
  - 第4回 東京音頭と猫の尻尾
  - 第5回 ちょっと近づきすぎたかな
  - 第6回 そろそろ起きたら
  - 第7回 村上、がんばれ！
- 小澤征爾さんを失って（2024年 朝日新聞朝刊 2月11日）

### 対談集・インタビュー
書籍
| 作品名                               | 出版社                   | 出版年月日     | 備考             |
| ------------------------------------ | ------------------------ | -------------- | ---------------- |
| ウォーク・ドント・ラン               | 講談社                   | 1981年7月20日  | 共著：村上龍     |
| 村上春樹、河合隼雄に会いにいく       | 岩波書店                 | 1996年12月5日  | 共著：河合隼雄   |
| 翻訳夜話                             | 文藝春秋                 | 2000年10月20日 | 共著：柴田元幸   |
| 翻訳夜話2 サリンジャー戦記           | 文藝春秋                 | 2003年7月20日  | 同上             |
| 夢を見るために毎朝僕は目覚めるのです | 文藝春秋                 | 2010年9月30日  | インタビュー集   |
| 小澤征爾さんと、音楽について話をする | 新潮社                   | 2011年11月30日 | 共著：小澤征爾   |
| みみずくは黄昏に飛びたつ             | 新潮社                   | 2017年4月27日  | 共著：川上未映子 |
| 本当の翻訳の話をしよう               | スイッチ・パプリッシング | 2019年5月9日   | 共著：柴田元幸   |
| 本当の翻訳の話をしよう 増補版        | 新潮社                   | 2021年6月24日  | 同上             |

雑誌・書籍等掲載
- 若者たちの神々（『朝日ジャーナル』1984年5月25日号）主著：筑紫哲也
- 『五人十色』（1984年6月 フィクション・インク）主著：稲木紫織
- 『One Author, One Book. 同時代文学の語り部たち』（2001年7月 本の雑誌社）主著：新元良一
- インタビュー『海辺のカフカ』について（2002年 『波』9月号）
- 『ナイン・インタビューズ 柴田元幸と9人の作家たち』（2004年3月 アルク）主著：柴田元幸
- 『翻訳文学ブックカフェ』（2004年9月 本の雑誌社）主著：新元良一
- 『翻訳教室』（2006年2月 新書館）主著：柴田元幸
- 『代表質問 16のインタビュー』（2009年6月 新書館）主著：柴田元幸
- 「成長」を目指して、成しつづけて - 村上春樹インタビュー（2009年『モンキービジネス』2009年spring号）
- 独占インタビュー&受賞スピーチ 僕はなぜエルサレムに行ったのか（2009年 『文藝春秋』4月号）
- 村上春樹ロングインタビュー（2010年 『考える人』2010年夏号）
- 『するめ映画館』（2010年10月 文藝春秋）主著：吉本由美
- 巻頭インタビュー 村上春樹「僕は走り続けてきた、ばかみたいに延々と」（2011年 『Sports Graphic Number Do』4月号）インタビューの他に読者との質疑応答のページもある。
- 魂のいちばん深いところ 河合隼雄先生の思い出（『考える人』2013年夏号）公開インタビューに際してのスピーチ原稿が掲載された。
- 村上春樹インタビュー 優れたパーカッショニストは、一番大事な音を叩かない（『MONKEY』2015年10月15日発行 Vol.7）聞き手：川上未映子

### インターネット関連
| 作品名 | 出版社     | 出版年月日     | 備考                                         |
| --- | ---------- | -------------- | -------------------------------------------- |
| CD-ROM版村上朝日堂 夢のサーフシティー                                                                                                  | 朝日新聞社 | 1998年7月1日   | CD-ROMと書籍。                               |
| 「そうだ、村上さんに聞いてみよう」と世間の人々が村上春樹にとりあえずぶっつける282の大疑問に果たして村上さんはちゃんと答えられるのか?   | 朝日新聞社 | 2000年8月1日   |                                              |
| CD-ROM版村上朝日堂 スメルジャコフ対織田信長家臣団                                                                                      | 朝日新聞社 | 2001年4月1日   | CD-ROMと書籍。                               |
| 少年カフカ | 新潮社     | 2003年6月10日  |                                              |
| 「これだけは、村上さんに言っておこう」と世間の人々が村上春樹にとりあえずぶっつける330の質問に果たして村上さんはちゃんと答えられるのか? | 朝日新聞社 | 2006年3月30日  | 台湾と韓国の読者からの質問は本書のみに収録。 |
| 「ひとつ、村上さんでやってみるか」と世間の人々が村上春樹にとりあえずぶっつける490の質問に果たして村上さんはちゃんと答えられるのか?     | 朝日新聞社 | 2006年11月30日 |                                              |
| 村上さんのところ | 新潮社     | 2015年7月24日  | 書籍版。収録数は473問。                      |
| 村上さんのところ コンプリート版 | 新潮社     | 2015年7月24日  | 電子書籍版。収録数は3716問。                 |

### 絵本
| 作品名           | 出版社 | 出版年月日     | 備考                                   |
| ---------------- | ------ | -------------- | -------------------------------------- |
| 羊男のクリスマス | 講談社 | 1985年11月25日 | 絵：佐々木マキ                         |
| ふわふわ         | 講談社 | 1998年6月      | 絵：安西水丸                           |
| ふしぎな図書館   | 講談社 | 2005年1月31日  | 絵：佐々木マキ                         |
| ねむり           | 新潮社 | 2010年11月30日 | イラストレーション：カット・メンシック |
| パン屋を襲う     | 新潮社 | 2013年2月28日  | 同上                                   |
| 図書館奇譚       | 新潮社 | 2014年11月27日 | 同上                                   |

### 写真集
| 作品名             | 出版社     | 出版年月日     | 備考           |
| ------------------ | ---------- | -------------- | -------------- |
| 波の絵、波の話     | 文藝春秋   | 1984年3月25日  | 写真：稲越功一 |
| PAPARAZZI          | 作品社     | 1990年7月      | 編集：伴田良輔 |
| 使いみちのない風景 | 朝日出版社 | 1994年12月10日 | 写真：稲越功一 |
| 辺境・近境 写真篇  | 新潮社     | 1998年5月25日  | 写真：松村映三 |

### 翻訳
末尾に ※印がついた書目は「村上春樹翻訳ライブラリー」（新書判、和田誠装丁、中央公論新社）で新版刊行。
- スコット・フィッツジェラルド
  - マイ・ロスト・シティー（1981年5月 中央公論社、1984年6月 中公文庫）※
  - ザ・スコット・フィッツジェラルド・ブック（1988年3月 TBSブリタニカ、1991年4月 中公文庫）※
  - バビロンに帰る ザ・スコット・フィッツジェラルド・ブック2（1996年4月 中央公論社、1999年9月 中公文庫）※
  - グレート・ギャツビー（2006年11月 中央公論新社、愛蔵版も刊行）※
  - 冬の夢（2009年11月 中央公論新社、箱入単行本）※
  - ある作家の夕刻　フィッツジェラルド後期作品集（2019年6月 中央公論新社）※
  - 最後の大君（2022年4月 中央公論新社）
  - フィッツジェラルド10 傑作選（2023年11月 中公文庫）、短編選集
- レイモンド・カーヴァー
  - ぼくが電話をかけている場所（1983年7月 中央公論社、1986年1月 中公文庫）
  - 夜になると鮭は‥‥（1985年7月 中央公論社、1988年1月 中公文庫）
  - ささやかだけれど、役にたつこと（1989年4月 中央公論社）
  - レイモンド・カーヴァー全集（全8巻、中央公論社、新版2004年）
    - 頼むから静かにしてくれ（1991年2月）※、ライブラリーは各新編分冊
    - 愛について語るときに我々の語ること （1990年8月）※
    - 大聖堂 （1990年5月）※
    - ファイアズ (炎)（1992年9月）※
    - 水と水とが出会うところ / ウルトラマリン（1997年9月）※
    - 象 / 滝への新しい小径（1994年3月）※
    - 英雄を謳うまい（2002年7月）※
    - 必要になったら電話をかけて（2004年7月）※

  - カーヴァー・カントリー（1994年10月 中央公論社）
  - Carver's Dozen レイモンド・カーヴァー傑作選（1994年12月 中央公論社、1997年10月 中公文庫）
  - 必要になったら電話をかけて（2000年8月 中央公論社）※。全集版とは収録内容が異なり、短編5編のみ
  - ビギナーズ（2010年3月 中央公論新社）※
- トルーマン・カポーティ
  - おじいさんの思い出（1988年3月 文藝春秋）
  - あるクリスマス（1989年12月 文藝春秋）
  - クリスマスの思い出（1990年11月 文藝春秋）
  - 誕生日の子どもたち（2002年6月 文藝春秋、2009年6月 文春文庫）
  - ティファニーで朝食を（2008年2月 新潮社、同年12月 新潮文庫）
  - 遠い声、遠い部屋（2023年8月 新潮社）
  - 草の竪琴（2025年6月 新潮社）、他に短編3作
- レイモンド・チャンドラー
  - ロング・グッドバイ（2007年3月 早川書房、2010年9月 ハヤカワ・ミステリ文庫）
  - さよなら、愛しい人（2009年4月 早川書房、2011年6月 ハヤカワ・ミステリ文庫）
  - リトル・シスター（2010年12月 早川書房、2012年8月 ハヤカワ・ミステリ文庫）
  - 大いなる眠り（2012年12月 早川書房、2014年7月 ハヤカワ・ミステリ文庫）
  - 高い窓（2014年12月 早川書房、2016年9月 ハヤカワ・ミステリ文庫）
  - プレイバック（2016年12月 早川書房、2018年9月 ハヤカワ・ミステリ文庫）
  - 水底の女（2017年12月 早川書房、2020年1月 ハヤカワ・ミステリ文庫）
- J・D・サリンジャー
  - キャッチャー・イン・ザ・ライ（2003年4月 白水社、2006年3月 白水Uブックス）
  - フラニーとズーイ（2014年2月 新潮文庫）
- ジョン・アーヴィング
  - ジョン・アーヴィングの世界（1985年12月 サンリオ）、下記を抜粋訳
  - 熊を放つ（1986年5月 中央公論社 / 1989年3月、改版1996年 中公文庫）※（文庫・新版は各・上下）
- クリス・ヴァン・オールズバーグ
  - 西風号の遭難（1985年10月 河出書房新社）
  - 急行「北極号」（1987年12月 河出書房新社）
  - 名前のない人（1989年8月 河出書房新社）
  - ハリス・バーディックの謎（1990年11月 河出書房新社）
  - 魔法のホウキ（1993年6月 河出書房新社）
  - まさ夢いちじく（1994年9月 河出書房新社）
  - ベンの見た夢（1996年4月 河出書房新社）
  - いまいましい石（2003年11月 河出書房新社）
  - 2ひきのいけないアリ（2004年9月 あすなろ書房）
- ティム・オブライエン
  - ニュークリア・エイジ（1989年10月 文藝春秋、1994年5月 文春文庫）
  - 本当の戦争の話をしよう（1990年10月 文藝春秋、1998年2月 文春文庫）
  - 世界のすべての七月（2004年3月 文藝春秋、2009年6月 文春文庫）
  - 虚言の国　アメリカ・ファンタスティカ（2025年2月 ハーパーコリンズ・ジャパン）
- マイケル・ギルモア（Mikal Gilmore）
  - 心臓を貫かれて（1996年10月 文藝春秋、1999年10月 文春文庫 全2巻）
- ビル・クロウ（Bill Crow）
  - さよならバードランド―あるジャズ・ミュージシャンの回想（1996年1月 新潮社、1999年2月 新潮文庫）
  - ジャズ・アネクドーツ（2000年7月 新潮社、2005年7月 新潮文庫）
- シェル・シルヴァスタイン
  - おおきな木（2010年9月 あすなろ書房）、バイリンガル版2023年
- マーク・ストランド
  - 犬の人生 （1998年10月 中央公論社、2001年11月 中公文庫）※
- ポール・セロー（Paul Theroux）
  - ワールズ・エンド（世界の果て）（1987年7月 文藝春秋）※
- C・D・B・ブライアン（Courtlandt Bryan）
  - 偉大なるデスリフ（1987年11月 新潮社、1990年8月 新潮文庫）※
- グレイス・ペイリー（Grace Paley）
  - 最後の瞬間のすごく大きな変化（1999年5月 文藝春秋、2005年7月 文春文庫）
  - 人生のちょっとした煩い（2005年6月 文藝春秋、2009年6月 文春文庫）
  - その日の後刻に（2017年8月 文藝春秋、2020年5月 文春文庫）
- マーク・ヘルプリン文、クリス・ヴァン・オールズバーグ画
  - 白鳥湖（1991年12月 河出書房新社）
- アーシュラ・K・ル＝グウィン
  - 空飛び猫（1993年3月 講談社）
  - 帰ってきた空飛び猫（1993年12月 講談社）
  - 素晴らしいアレキサンダーと、空飛び猫たち（1997年6月 講談社）
  - 空を駆けるジェーン 空飛び猫物語（2001年9月 講談社）
- トビー・リドル
  - わたしのおじさんのロバ（2018年12月 あすなろ書房）
- ジム・フジーリ
  - ペット・サウンズ（2008年2月 新潮社、2011年12月 新潮文庫）
- マーセル・セロー（Marcel Theroux）
  - 極北（2012年4月 中央公論新社、2020年1月、中公文庫）
- ジェフ・ダイヤー（Geoff Dyer）
  - バット・ビューティフル（2011年9月 新潮社）[204]
- ダーグ・ソールスター
  - Novel 11, Book 18（2015年4月 中央公論新社）[205]
- カーソン・マッカラーズ
  - 結婚式のメンバー（2016年4月 新潮文庫・村上柴田翻訳堂）
  - 心は孤独な狩人（2020年8月 新潮社、2023年9月 新潮文庫）
  - 哀しいカフェのバラード（2024年9月 新潮社）、山本容子銅版画
- ジョン・ニコルズ
  - 卵を産めない郭公（2017年5月 新潮文庫・村上柴田翻訳堂）
- エルモア・レナード
  - オンブレ（2018年1月 新潮文庫）
- ジョン・チーヴァー
  - 巨大なラジオ／泳ぐ人（2018年11月 新潮社）
- ドナルド・L・マギン
  - スタン・ゲッツ 音楽を生きる（2019年8月 新潮社）
- ジョン・グリシャム
  - 「グレート・ギャツビー」を追え（2020年10月 中央公論新社、2022年11月 中公文庫）
- ジェームズ・サーバー
  - 世界で最後の花　絵のついた寓話（2023年6月、ポプラ社）

アンソロジー
- and Other Stories―とっておきのアメリカ小説12篇（1988年9月 文藝春秋、共訳：川本三郎、柴田元幸、畑中佳樹、斎藤英治）
  - ウイリアム・パトリック・キンセラ モカシン電報
  - ウィリアム・キトリッジ 三十四回の冬
  - ロナルド・スケニック 君の小説
  - グレイス・ペイリー サミュエル
  - グレイス・ペイリー 生きること
  - スチュアート・ダイベック 荒廃地域
  - スティーヴン・ミルハウザー イン・ザ・ペニー・アーケード
  - デルモア・シュウォーツ 夢で責任が始まる
  - J・F・パワーズ 彼はコットンを植えない
  - ジェイン・アン・フィリップス レイミー
  - メアリー・モリス 嵐の孤児
  - ドロシー・パーカー ビッグ・ブロン
- 月曜日は最悪だとみんなは言うけれど（2000年5月 中央公論新社）※
- Sudden Fiction 超短編小説70（1994年1月 文春文庫、共訳：小川高義）
- バースデイ・ストーリーズ（2002年12月 中央公論新社、村上春樹編）※
  - ラッセル・バンクス ムーア人
  - デニス・ジョンソン ダンダン
  - ウィリアム・トレヴァー ティモシーの誕生日
  - ダニエル・ライオンズ バースデイ・ケーキ
  - リンダ・セクソン 皮膚のない皇帝
  - ポール・セロー ダイス・ゲーム
  - デイヴィッド・フォスター・ウォレス 永遠に頭上に
  - イーサン・ケイニン 慈悲の天使、怒りの天使
  - アンドレア・リー バースデイ・プレゼント
  - レイモンド・カーヴァー 風呂
  - クレア・キーガン 波打ち際の近くで
  - ルイス・ロビンソン ライド
- 恋しくて TEN SELECTED LOVE STORIES（2013年9月 中央公論新社、村上春樹編）
- 恋しくて（2016年9月 中公文庫、村上春樹編）。10篇を選び訳＋書き下ろし短編「恋するザムザ」
  - マイリー・メロイ 愛し合う二人に代わって
  - デヴィッド・クレーンズ テレサ
  - トバイアス・ウルフ 二人の少年と、一人の少女
  - ペーター・シュタム 甘い夢を
  - ローレン・グロフ L・デバードとアリエット : 愛の物語
  - リュドミラ・ペトルシェフスカヤ 薄暗い運命
  - アリス・マンロー ジャック・ランダ・ホテル
  - ジム・シェパード 恋と水素
  - リチャード・フォード モントリオールの恋人

その他
- 村上ソングズ（2007年12月 中央公論新社、共著：和田誠）※
- 村上春樹ハイブ・リット（2008年11月 新装版2020年 アルク）CDブック
- 私たちの隣人、レイモンド・カーヴァー（2009年3月 中央公論新社、村上春樹編）※
- 私たちがレイモンド・カーヴァーについて語ること（サム・ハルパート編、2011年6月 中央公論新社）※
- セロニアス・モンクのいた風景（2014年9月 新潮社、村上春樹編）
- フィリップ・マーロウの教える生き方（マーティン・アッシャー編　2018年3月、早川書房／2022年2月 ハヤカワ・ミステリ文庫）、名言選集

## メディア・ミックス

### 長編映画
- 風の歌を聴け - 監督：大森一樹、出演：小林薫、真行寺君枝、巻上公一 他（1981年）
- 森の向う側 - 原作『土の中の彼女の小さな犬』、監督：野村恵一、出演：きたやまおさむ、一色彩子 他（1988年）
- トニー滝谷 - 監督：市川準、出演：イッセー尾形、宮沢りえ 他（2004年）
- 神の子どもたちはみな踊る - 監督：ロバート・ログヴァル、出演：ジェイソン・リュウ、ジョアン・チェン、ソニア・キンスキー 他（2008年）
- ノルウェイの森 - 監督：トラン・アン・ユン、出演：松山ケンイチ、菊地凛子、水原希子 他（2010年）
- ハナレイ・ベイ - 監督：松永大司、出演：吉田羊、佐野玲於、村上虹郎 他（2018年）
- バーニング 劇場版 - 原作『納屋を焼く』、監督：イ・チャンドン、出演：ユ・アイン、スティーヴン・ユァン、チョン・ジョンソ 他（2018年）[206]
- ドライブ・マイ・カー - 監督：濱口竜介、出演：西島秀俊、三浦透子、岡田将生 、霧島れいか 他（2021年）
- アフター・ザ・クエイク - 原作『神の子どもたちはみな踊る』、監督：井上剛、出演：岡田将生、鳴海唯、渡辺大知、佐藤浩市 他（2025年）……テレビドラマ『地震のあとで』を再編集した映画。

### 短編映画
- パン屋襲撃 - 監督：山川直人、出演：室井滋（1982年）
- 100%の女の子 - 原作『4月のある晴れた朝に100パーセントの女の子に出会うことについて』、監督：山川直人、出演：室井滋（1983年）
- 四月のある晴れた朝に100パーセントの女の子に出会うことについて - 原作『4月のある晴れた朝に100パーセントの女の子に出会うことについて』、監督：トム・フリント、出演：Takayuki Onosaka（2008年）
- パン屋再襲撃 - 監督：カルロス・キュアロン、出演：キルスティン・ダンスト、ブライアン・ジェラティ（2010年）

### アニメ映画
- めくらやなぎと眠る女 - 監督：ピエール・フォルデス、出演：磯村勇斗、玄理、塚本晋也、古舘寛治 他（2024年）

### 舞台化作品
- 神の子どもたちはみな踊る
  - 2005年アメリカ版 英題 after the quake
  - 2019年版 神の子どもたちはみな踊る after the quake - 出演：古川雄輝、松井玲奈
- 海辺のカフカ
  - 2008年アメリカ版 - 出演：Christopher Larkin
  - 2012年版 - 出演：柳楽優弥
  - 2014年版 - 出演：古畑新之
- ねじまき鳥クロニクル
  - 2020年版 - 出演：成河、渡辺大知、門脇麦 他 ※新型コロナウィルス感染防止のため2/28-3/1と3/7,8の大阪公演、3/14,15の愛知公演は中止。
  - 2023年版 - 出演：成河、渡辺大知、門脇麦 他

### テレビドラマ
- 地震のあとで - 原作『神の子どもたちはみな踊る』、演出：井上剛、出演：岡田将生、鳴海唯、渡辺大知、佐藤浩市 他（2025年）